# ダヴィト4世 (ジョージア王)
ダヴィト4世（グルジア語: დავით IV、グルジア語ラテン翻字: Davit IV、c. 1073年 – 1125年1月24日）は、ジョージア王国の5代目の王である。「建設王」の異名を持つ。歴史家によって序数のつけ方が異なるため、ダヴィト2世（グルジア語: დავით II、グルジア語ラテン翻字: Davit II）とも呼ばれる。1072年または1073年に誕生し、1125年1月24日にトビリシで死去した。バグラティオニ朝に属し、1089年から1125年の崩御まで在位した。東方正教会ではユリウス暦の1月26日（グレゴリオ暦の2月8日）、西方教会ではグレゴリオ暦の1月24日に聖人として祝われている。
ダヴィト4世は、弱体であった父ギオルギ2世王が退位させられたことで、王位を継承した。ダヴィト4世は、破壊をもたらしていたトゥルクマーン入植者を追放し、イスラム勢力の支配から解放することで国内の平穏を回復した。内政面では、顧問チコンディディのギオルギの助けを得て一連の改革を成功させた。また、それまで王宮内で影響力を持っていた大貴族の力を完全に無力化した。外交面では、1118年にキプチャクと同盟を結び、北コーカサスの部族を服従させた。また東ローマ帝国の影響から独立を宣言したことでも知られる。
ダヴィト4世はイスラム勢力の占領軍に対して複数の軍事遠征を行い（ジョージア十字軍）これらの遠征でジョージア王国軍を直接指揮した。特に1121年のディドゴリの戦いでは、最大の勝利を収めた。この戦いでダヴィト4世はヨーロッパとジョージアの十字軍を率いて、セルジューク朝のイスラム軍に決定的に打ち下した。ディドゴリの戦いでの勝利により、ジョージア王国の歴史における「黄金時代」が幕を開けた。ダヴィト4世は敬虔なキリスト教徒であり、国内におけるキリスト教信仰を発展させたことで、正教会及びカトリック教会の両方から聖人として認められている。さらに、学術団体の設立を推進し、文化事業にも力を注いだ。ダヴィト4世は、黒海からカスピ海、大コーカサス山脈からアララト山まで広がる王国を築き、ジョージアの全土を統一した最初の君主となった。

## 生涯

### 幼少期と王位継承
バグラティオニ家のダヴィトは、1072年から1073年の間に生まれた。父はジョージア王ギオルギ2世（在位: 1072年 – 1089年）、母はエレネ王妃であり、一人息子として誕生した。ダヴィトはおそらくは王宮の一員であったと考えられている聖職者チコンディディのギオルギから教育を受けた。当時のジョージアはセルジューク朝の猛威に襲われており、父親はセルジューク朝との戦いに何度も敗れた。ダヴィトは戦乱と荒廃の時代に育った。このような状況に直面していた王国内では、ギオルギ2世に対する大きな反対勢力が現れ、幼いダヴィトを擁立する権力交代を引き起こした。チコンディディのギオルギも、ギオルギ2世に対する反対勢力の一員であったと言われている。
『王の中の王ダヴィトの生涯』には、ギオルギ2世からダヴィト4世への権力交代の詳細は記録されていない。歴史家ノダル・アサティアニはこの権力交代の出来事について、1089年に数人の高官が関与した「宮廷革命」として記述している。他の歴史家によると、この権力交代はクーデターというよりはむしろ、ギオルギ2世に退位を迫る圧力があったと述べている。ダヴィト4世と同時代を生きた年代記の著作家は、この権力交代を父による若き王子の戴冠としてのみ言及している。キリル・トゥマノフなど中世コーカサス研究者の一部は、少なくとも1112年までギオルギ2世とダヴィト4世が共同統治したことを示唆している。一方、アテニのシオニ聖堂で発見されたフレスコ画には、ギオルギ2世が修道士の服装で描かれており、これはギオルギ2世の退位が強制的なものであったことを意味する可能性がある。19世紀の歴史家マリー＝フェリシテ・ブロッセは、ギオルギ2世は失脚後すぐに死亡したという仮説を立てている。
ダヴィト4世の即位は、政治的、経済的、文化的、さらには宗教的にさえ苦しんでいたジョージア王国の解放の兆しとして、国内の複数の派閥から歓迎された。そのため同時代の記録には、神からの戴冠のような表現が登場している。『カルトリ年代記』は次のように語っている。
その日から、生命のやわらかな風が、吹き始めた。癒しの雲が、私たちの頭上で輝き始めた。この一連の災厄で満ちた12年の後、すべての王国の太陽が、永遠の闇の中から現れた。その太陽は、ある王子の姿であった。その名は偉大であり、その業績により、さらに偉大な存在となった。彼は主の父であるダビデと同じ名を持ち、その78代目の子孫であった。

### 新王の挑戦
16歳で即位した若きダヴィト4世が継承したのは、1010年頃の最盛期と比べて領土の大部分を失った王国であった。11世紀初頭にはシルヴァンから黒海東海岸まで広がっていたジョージア王国であったが、ダヴィト4世の即位時の実効支配地域はアブハジアとカルトリのみとなっていた。1080年代以降、トゥルクマーンは度重なる襲撃を行い、王国は毎年のように荒廃した。このような状況は、自らをセルジューク朝の属国であると認め、侵略者への貢納を余儀なくされていたジョージア王国にとって、深刻な経済的危機であった。国内では、正教会と中央の王権に基づいて成り立っていた国家の基盤が損なわれ、統一されていたはずの王国は崩壊の危機に瀕していた。多くの歴史家は、若いダヴィト4世が行った業績について、イベリアのダヴィト3世とイオアネ・マルシスゼ、すなわちジョージアを最初に統一した王の業績と比較している。
荒廃し、崩壊の瀬戸際に立たされていた王国の王となったダヴィト4世は、11世紀初頭にバグラト3世王が成し遂げた統一ジョージアの版図を取り戻すため、国際情勢と自身の影響力を利用する必要があった。ダヴィト4世の業績は、王国内部の改革（1089年–1103年）、失った領土の再征服（1107年–1118年）、対外的な安全保障の確保（1120年–1125年）の3段階に分けることができる。

#### トゥルクマーンによる略奪への終止符

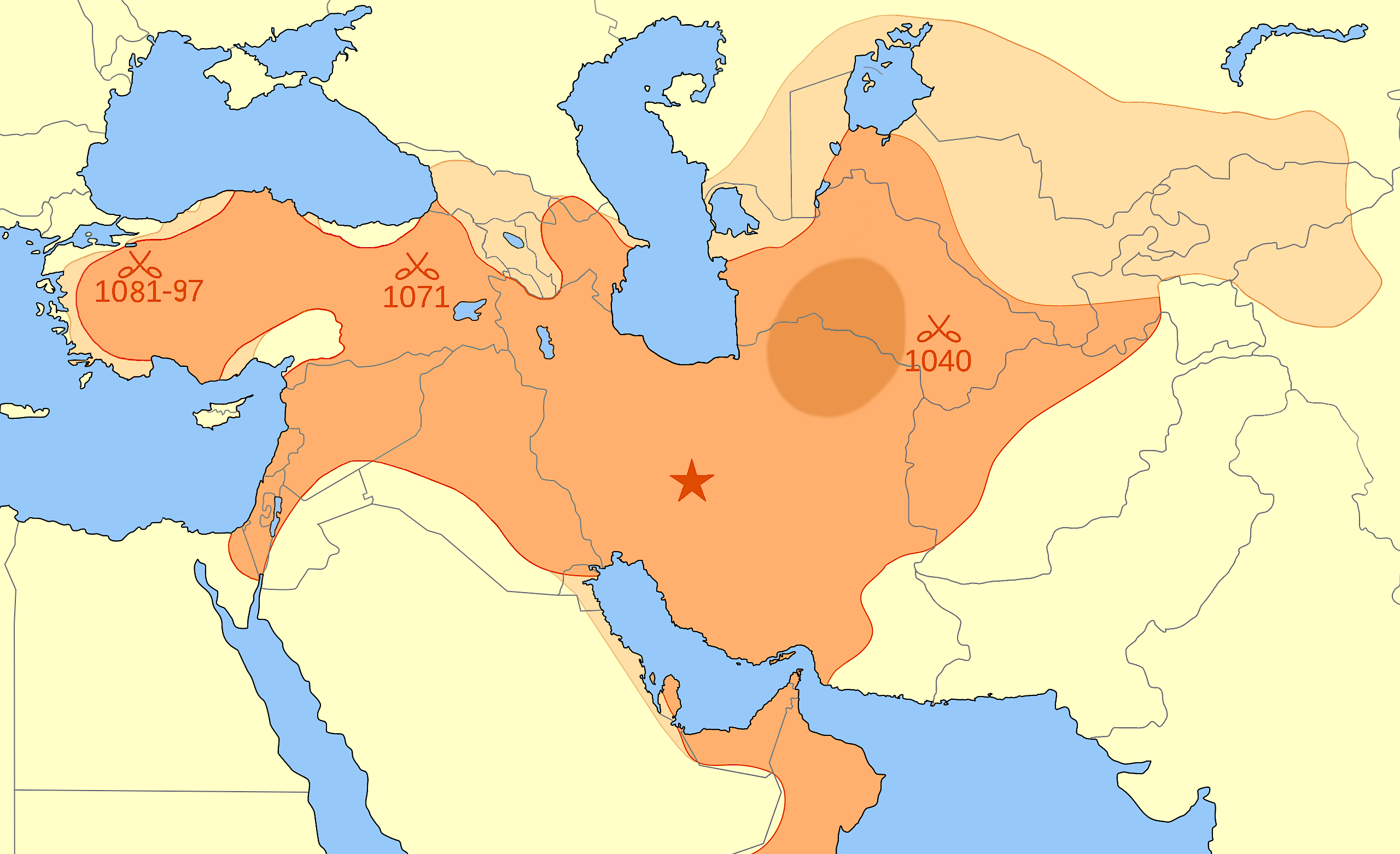
1092年までのセルジューク朝の版図。

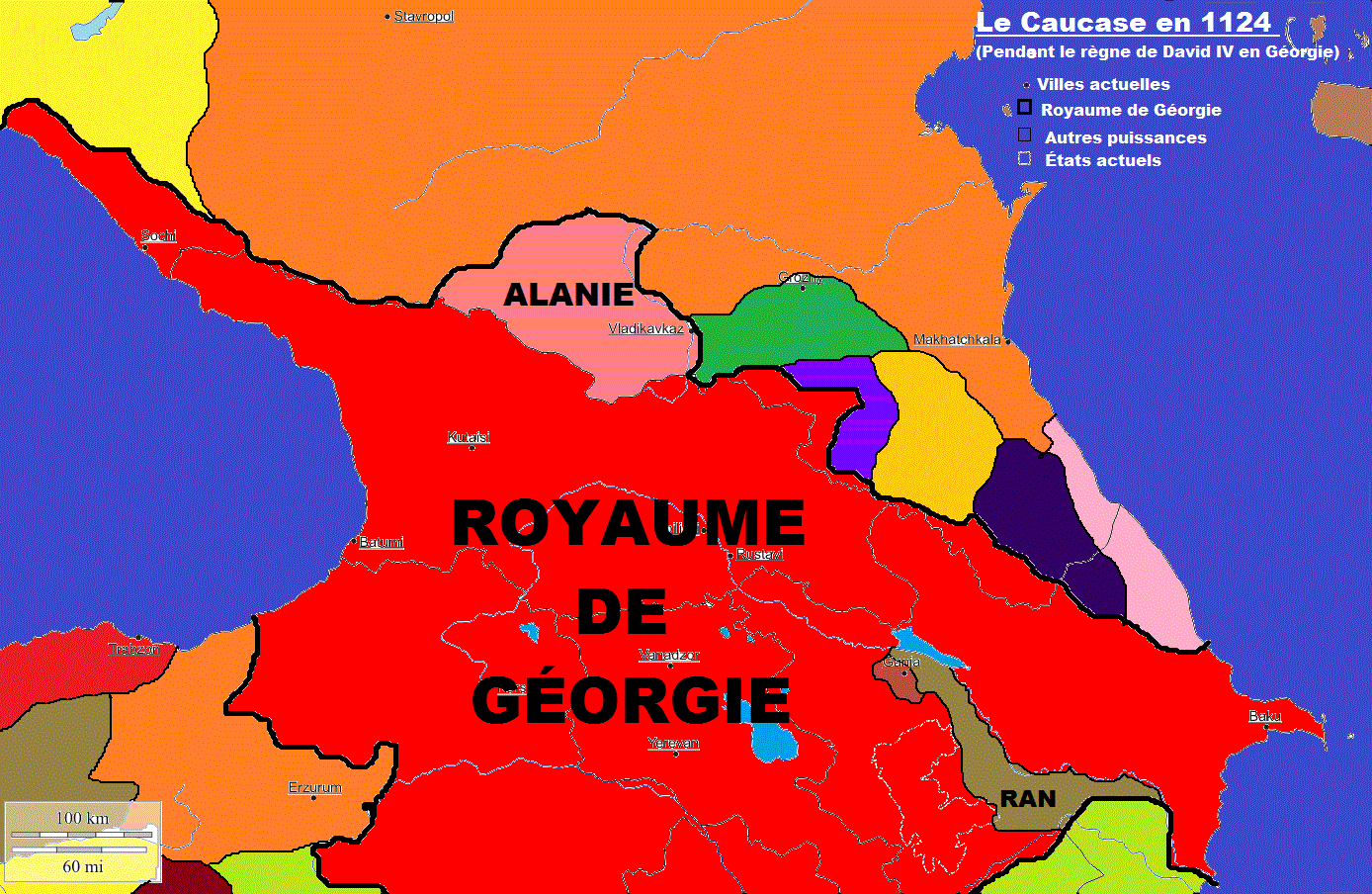
ダヴィト4世によって拡大したジョージア王国の版図。

ダヴィト4世がジョージア王国の経済を再建するために最初に行った施策は、トゥルクマーンによる襲撃を終わらせることであった。1080年のアミール・アフマドの侵攻によりクタイシを占領されて以降、ジョージア王国はセルジューク朝の宗主権を受け入れ、貢納を義務づけられていた。このような処遇を受け入れたにも関わらず、イスラムの勢力によるジョージア王国への侵略行為は収まらず、王国は季節ごとに繰り返し襲撃を受けた。トゥルクマーンの一部の遊牧民族はジョージア王国に定着し、王国の住民を追いやった。これにより地元の封建制度は崩壊した。同時代の文献によると、ダヴィト4世が即位した当時、内カルトリの農村人口は壊滅的であり、住民はすべて地元の城塞の避難していたと報告されている。
王国の領内からトゥルクマーンを追い出すため、ダヴィト4世は多くの敗北によって士気が低下していた軍隊の再編成から始めた。まずダヴィト4世は下級貴族と王領の農民からなるいくつかの小規模な軍事部隊を編成した。続いて、同様の小部隊を何十個という規模で創設し、イスラムの入植地に対する奇襲攻撃という新たな戦略が策定された。ダヴィト4世は短期間のうちにセルジューク朝の侵入を阻止することに成功し、さらにはトゥルクマーンの遊牧民族をも攻撃した。
間もなく、ジョージア王国とトゥルクマーンとの間で停戦協定が結ばれた。この条約において、ダヴィト4世は、セルジューク朝がジョージア王国を襲撃することを完全に停止することと引き換えに、父ギオルギ2世の治世下のときに定められた貢納を誠実に支払うことを約束した。一部のトゥルクマーンの勢力は襲撃を止めることがなかったが、このような勢力はジョージア王国の部隊によって掃討された。一方、ジョージア王国の農村地域に住み着いていたトゥルクマーンは徐々に王国から追放され、元々の王国の住民は村に戻れるようになった。国内の社会状況は徐々に改善され、国民経済が復興し、人口が増加した。

#### 貴族たちの服従

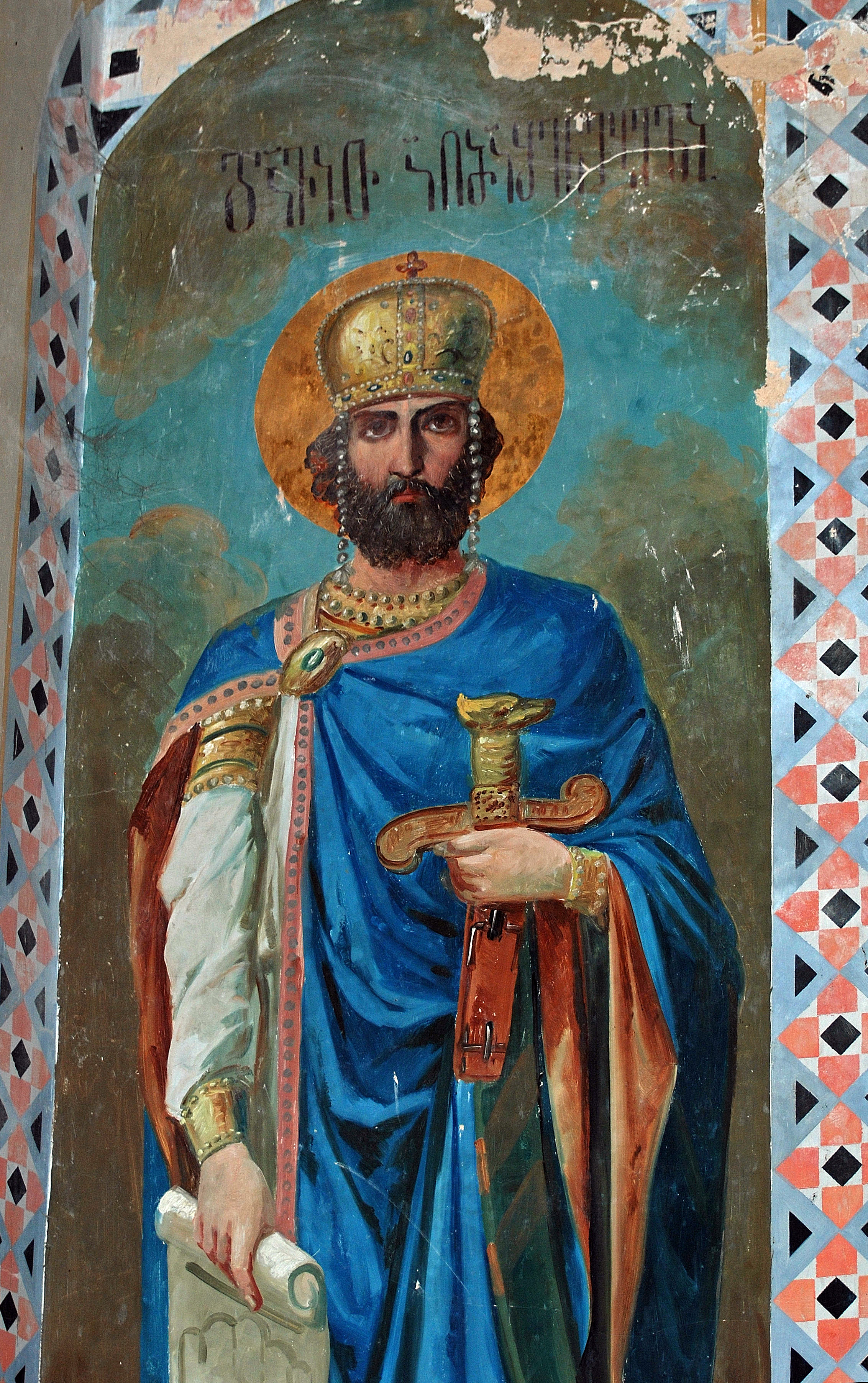
シオ・ムグヴィメ修道院にある、建設王ダヴィト4世を描いたフレスコ画。

トゥルクマーンの侵攻を終結させ、伝統的な封建制度を再建した後、ダヴィト4世はさらなる大規模な計画を立ち上げる前の下準備として、中央集権の強化を決定した。実際、ジョージア王国の経済が回復した直後から、クルデカリ公リパリト5世やラチャ公ニアニア・クアブリスゼなど、大多数の貴族がダヴィト4世に忠誠を誓った。これは、それまでの王に対する貴族たちの態度とは大きく異なるものであったが、長くは続かなかった。
1093年、クルデカリ公リパリト5世（一部の文献では、その息子のイオアネ）が、おそらくイスラム教に改宗し、ダヴィト4世に対する陰謀を企てた。カルトリ年代記によると、この計画を知ったダヴィト4世は、リパリト5世を「賢者」にするために投獄した。2年後、リパリト5世は忠誠を誓うことを条件に釈放され、トリアレティとクルデカリの領地に戻った。だがリパリト5世は、ダヴィト4世への策略を諦めず、再び陰謀を企て始めた。リパリト5世が再び陰謀を企てたため、ダヴィト4世は、より効果的な対応を取ることを決意し、リパリト5世を1098年まで幽閉し、その後コンスタンティノープルに永久追放した。リパリト5世の息子であるラティ4世は「不忠の男であり、まぎれもなく毒蛇の子」として1101年に死亡した。これによりバグラト3世の時代から続いていた、反抗的なバグヴァシ家の一族は終焉を迎え、ダヴィト4世は領土の拡大に成功した。
ダヴィト4世の計画によって失墜した貴族は、リパリト5世だけではない。王権に反抗したザガン・アブレティスゼといった他の多くの貴族たちも「厳しく罰」し、ザガンらの領地を王領に加えた。ダヴィト4世は自身の権力を強化するための取り組みを推進し、先代の王たちが称号に基づいて選任した高官たちを解任し、多くを中小貴族から選出した忠実な顧問たちと入れ替えた。

#### カヘティ奪還
ダヴィト4世は王国の有力貴族たちの権力を削ぎ弱めた後、国家統一を成し遂げることを決意した。ジョージア西部を保持していたに過ぎない王国がこれを達成するためには、特に東部地域を取り戻すことが必須であった。実際、ジョージア東部のカヘティ＝ヘレティ王国はギオルギ1世（在位: 1014年–1027年）の治世下に独立を宣言し、ジョージア王国の領土の主要地域を奪っていた。ダヴィト4世は、ジョージア再統一には戦争しかないと判断し、クヴィリケ4世が統治するカヘティ＝ヘレティ王国に対して電撃的な侵攻を実施。1101年にムツヘタ北部のゼダゼニ要塞の占領に成功した。

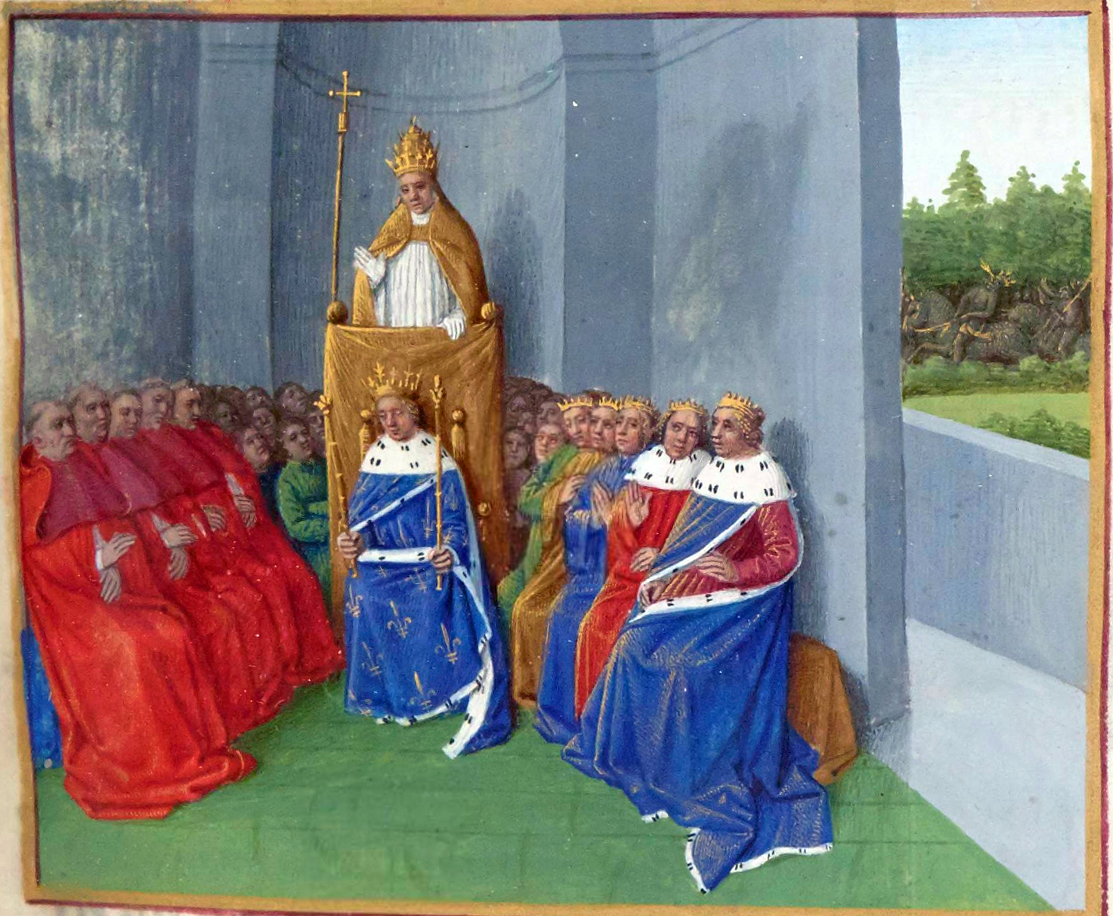
セルジューク朝に対する十字軍の動きは、トゥルクマーンによる支配から解放される機会をダヴィト4世にもたらした。

カヘティ＝ヘレティ王国のクヴィリケ4世王は1104年に死亡し、カヘティ＝ヘレティの王位は甥アグサルタン2世に引き継がれた。アグサルタン2世は「伯父とは正反対の人物」であったとされる。イスラム教に改宗したアグサルタン2世は、ジョージア王国からの新たな攻撃を避けるため、セルジューク朝の臣下であることを宣言した。しかしながらカヘティ＝ヘレティ王国の貴族たちは君主の改宗に不満を抱き、貴族たちは陰謀を企てた。1104年、ヘレティの有力貴族であるアリシアニとバラミ、そして2人の叔父であるカヴタル・バラミスゼらが計画を主導し、アグサルタン2世を失脚させた。貴族たちはアグサルタン2世の身柄をダヴィト4世に引き渡した。その結果、ダヴィト4世はもはや武力に頼る必要はなくなり、カヘティのすべての城塞はジョージア王国軍が接近しただけで降伏した。その後、カヘティとヘレティはジョージア王国に統合された。ダヴィト4世は有力貴族アリシアニをヘレティ公に任命した。
だがセルジューク朝は依然として、カヘティとヘレティの地域を自らの従属国と見なしており、ジョージア王国にこれらの地域を奪われたことを甘んじて受け入れることはなかった。セルジューク朝スルタンのマリク・シャー1世の死去（1092年）と、ローマ教皇によるトゥルクマーンに対する十字軍の呼びかけ（1095年）により、ダヴィト4世は1080年に制定された貢納の義務を停止することで、イスラムの臣下としての立場に異議を唱えることが可能となっていた。これを見逃すことができないイスラムの支配者たちは大軍を集め、ダヴィト4世に反対するカヘティの貴族たちとともに、カヘティとヘレティの再征服を試みた。ギャンジャのスルタンはジョージア王国に対して宣戦布告し、両勢力は1104年にエルトゥヒで衝突した（エルトゥヒの戦い）。ダヴィト4世はこの戦いに直接参加し、兵を先導して新たな戦術を実行し、完全なる勝利を収めた。キリスト教国家の王であるダヴィト4世自身がジョージア王国軍を率いてトゥルクマーンとカヘティの連合軍を壊滅させた功績は、『カルトリ年代記』に記されている。年代記の作者は、ジョージア王ダヴィト4世の勇敢さを、旧約聖書に登場する古代イスラエル王国第2代の王ダビデと比較し、ダヴィト4世の打撃の凶暴さを伝えている。ダヴィト4世が騎乗した馬は戦闘で3頭が死んだが、4頭目の馬に乗ったダヴィト4世は、剣によって「濃く凝固した血の塊」を流すことに成功したとされる。この勝利により、ジョージア王国の国境の東端は1010年頃の水準までに回復し、おそらく「再建王」ダヴィト4世の治世において国際舞台における最初の勝利となった。これは「ジョージア十字軍」と知られる、ジョージアとイスラム勢力の関係が新たな段階に入る転換点となった。

#### 国内改革
ジョージア王国の統一を取り戻した後、ダヴィト4世は国内の体制改革に着手した。この改革を成功させるため、ダヴィト4世は1105年（1103年とする説もある）、ルイシとウルブニシの大聖堂において全ジョージアのカトリコス総主教庁の教会会議を開催した（ルイシ＝ウルブニシ教会会議）。当時の正教会は、数十年にわたる破壊と戦争によって伝統的な価値観を失っており、汚職や高位の聖職者の世襲といった、多くの弊害に苦しんでいた。11世紀の修道士ジョルジ・アトーネリの思想に触発され、ダヴィト4世は顧問であるチコンディディのギオルギは、聖職者階級の反動的な部分を打ち破り、不道徳な聖職者を高潔な司祭に置き換えるよう求める多くの国民の要望に同調した。ダヴィト4世は世俗の君主として教会の内政に直接関与はせず、ルイシ＝ウルブニシ教会会議に対して間接的な指導のみを行った。そして会議の結果、敬虔な派閥の意思を取り入れた決議が採択された。歴史家は、この教会会議をジョージアの歴史における重要な出来事と見なしている。教会会議の結果、中央権力と対立していた貴族たちから、教会という影響力のある同盟者を切り離すことにつながった。さらにはジョージアの王国を精神的に浄化し、キリスト教に基づく国民的アイデンティティを強化することで、国家統合に大きく貢献した。

建設王ダヴィト4世の旗。

教会改革のもう一つの結果は、教会が王国に事実上従属するようになった点である。しかしながらダヴィト4世は、この成果をより確実なものとするために、さらなる改革措置を講じる必要があった。そのためダヴィト4世は、この計画の推進を専任職に集中させることにした。その対象はムツィグノバルツフツェシ（宰相）という官職であった。この官職はジョージア王宮に古くから存在し、権力の世襲を避けるため常に修道士が務めてきた。ダヴィト4世はこのムツィグノバルツフツェシの官職を、カトリコス総主教庁に次ぐジョージア王国の主要な宗教組織であるチコンディディ大主教区と統合し、新たなムツィグノバルツフツェス＝チコンディディリ（宰相兼チコンディディ大司教）という官職にした。この官職は国王に次ぐ王国ナンバー2の地位となり、正教会でもカトリコス総主教に次ぐナンバー2の地位となった。そしてムツィグノバルツフツェス＝チコンディディリの官職は、ダヴィト4世の最側近チコンディディのギオルギ（チコンディディ大主教）に与えられた。ダヴィト4世の信頼の下、チコンディディのギオルギは宗教と政治の両面で改革を実行した。総主教庁におけるチコンディディのギオルギの後継者たちも、同様に王宮で宰相（ヴェジリ）の職務を担うことになった。ダヴィト4世に仕えていた他の官僚たちも、各行政部門の長に任命された。このようなダヴィト4世による国家行政の中央集権化改革により、王国の官職が整備された。特に内務大臣に相当するマンダトゥルトゥフトェシ、最高軍司令官に相当するアミルスパサラリ、そして財務大臣と王国の地方都市監督官を兼ねた役割を持つメチュルチレトゥフツェシの3官職は、ダヴィト4世の中央集権体制を支える「三本柱」となった。
ダヴィト4世の改革は、国の行政制度だけに留まらなかった。ダヴィト4世は並行してダルバジ（国政評議会）を設置した。この評議会には、カトリコス総主教や大修道院の長老など、教会の最高位の聖職者たちが参加した。またダヴィト4世はサアジョ・カリ（文字通り「請願の法廷」）と呼ばれる、最高裁判所に相当する機関も設置した。この機関は「抑圧され辱められた人々を救済する」ことを目的とし、ムツィグノバルツフツェス＝チコンディディリが議長を務めた。ダヴィト4世自身も、自ら出向いて裁きを下した。最終的に、ダヴィト4世の改革は軍事制度の刷新をもって完結した。
バグラト4世とギオルギ2世の治世下では、経済全般の衰退に伴い、人口が大幅に減少し、各地の封建領主の専横が増大した。これは軍の規律を損ない、ジョージア王国軍の質の低下を招いた。ダヴィト4世は、イスラムと戦争になることを見据え、セルジューク朝の軍事制度を参考に王国の軍事を再編することを決めた。まずダヴィト4世は、最も忠実である兵を集め、王自身が直轄する親衛隊「モナスパ」を組織した。またダヴィト4世は、封建領主の私兵を廃止し、中央集権をのさらなる強化を図った。これらの措置に加え、ダヴィト4世は王国軍を2つの編成に分割した。一つは都市と要塞の防衛を担当する守備隊、もう一つは「冬も夏も絶えず戦場にいた」基幹軍で構成された。軍の規律は、臆病な行為に対する屈辱的な罰と、英雄的な行為に対する褒賞によって維持された。さらに、経済が回復するにつれてジョージア王国の人口は増加し、王室の権力の保証によって、さらに大規模な動員が可能となった。

### 外交政策

#### 北コーカサスとの交渉

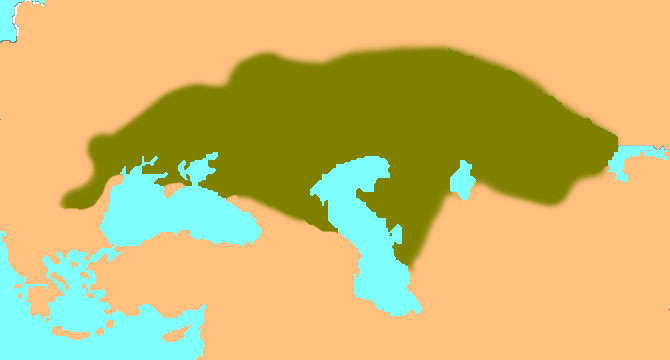
12世紀から13世紀にかけてのキプチャクの勢力圏。

ダヴィト4世の外交は、主にセルジューク朝からのジョージア解放を目的としており、両国間の紛争が中心であった。しかしダヴィト4世はすぐに、イスラムの侵略者に対してコーカサスの安全が確保されない限り、セルジューク朝がジョージア王国にとって恒久的な脅威であり続けることを理解した。そこでダヴィト4世はコーカサスの諸民族を自身の王権下に統一することを目的とした計画を策定した。ダヴィト4世は最も信頼する側近たちの助力を得て、北コーカサスと大コーカサス山脈の北側にいる多数の部族と強固な関係を築くことから始めた。
ダヴィト4世は1107年もしくは1108年にアルメニアの王女ルスダンと離婚し、直後にキプチャクのハーンであるオトロク公の娘と結婚した。オトロク公の娘は間もなく洗礼を受け、グランドゥフトという名を与えられた。だがこの婚姻にも関わらず、その後の10年間に二国間関係の兆しは見られなかった。1118年、ジョージア王国がセルジューク朝に対する新たな軍事行動に着手すると、ダヴィト4世は躊躇することなく義父オトロク公に軍事援助を要請した。キプチャクは当時、コーカサス地域において勇敢さ、機敏さ、獰猛さで名を馳せていた。その一方、キプチャクは北方のキーウ大公国と南方のオセット人を相手に2つの戦線で紛争に巻き込まれていた。そこでダヴィトはオトロク公に対し、これら2つの戦線を援助することと引き換えに、セルジューク朝との戦争に対する支援を取り付けることにした。そしてダヴィト4世は、オトロク公の領地に赴くことを決定した。

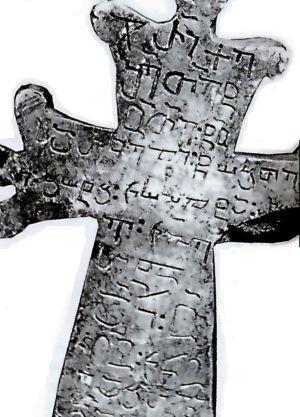
コーカサス地方におけるジョージアの影響の証拠: 現在のダゲスタンで発見されたジョージアの碑文が刻まれたアヴァール人の十字架。

1118年、ダヴィト4世は忠実な側近であるチコンディディのギオルギと親衛隊を伴い、ダリアリ峠を通って大コーカサス山脈を越えた。大規模な交渉の結果、ジョージア王国はオトロク公を説得し、セルジューク朝と戦うために数千のキプチャク兵を提供させることに成功した。しかしながらキプチャクとオセット人の戦争のために、キプチャクのジョージア王国への移動が妨げられた。ダヴィト4世が増援部隊とともにジョージア王国に帰国することをオセット人が妨害したことから、ダヴィト4世は自らアラニア王国に攻め込んだ。ダヴィト4世はアラニア王国内のすべての要塞を迅速に占領し、オセット人に自身への忠誠を誓わせた。そしてダヴィト4世はオセット人とキプチャクの双方から人質を取り、二つの民族間の恒久的な和平を交渉することに成功した。ダヴィト4世は、大コーカサス山脈の要塞を奪い安全を確保した後、オトロク公自らが率いる4万世帯（20万人）のキプチャクとともにジョージア王国へ帰還した。このとき、最も忠実な側近であったチコンディディのギオルギはアラニア王国での交渉中に死去し、現地で葬られた。
ダヴィト4世はキプチャクの多くの家族を内カルトリ地方の入植地に移住させた。この地域は1180年代、セルジューク朝がジョージア王国の人口の大部分を虐殺した場所であった。またヘレティ地方やジョージア領アルメニアの北部にも、国境を強化する目的で入植させられた。キプチャクには、オセット人、アヴァール人、クルド人の傭兵も同行した。間もなくキプチャクはキリスト教を受け入れ、ジョージア語を学び、遊牧民としての習慣を変えて定住し、徐々にジョージア人と混血していった。その一方、キプチャクの人々はもともと移動しながら生活する文化を持っていたため、定住という形態に慣れておらず、大きな文化的摩擦が生じた。中央政府はその後、各家族から少なくとも一人をジョージア軍の兵士として提供するよう要求した。しかしながらキプチャクは本来、一人のリーダーに忠誠を誓うという性質の強い部族社会であったため、王権の強制に対して反発が生じた。そのためダヴィト4世の治世中、キプチャク内部の一部グループはダヴィト4世に対する暗殺未遂やクーデターの企てを何度も起こした。だが一部キプチャクの反発はダヴィト4世の計画の妨げとはならず、キプチャクとの交渉でジョージア王国の軍制改革は完了し、ジョージア王国軍は6万人の兵士を擁するようになった。
ダヴィト4世はキプチャクとジョージア王国の同盟に加え、他の北コーカサスの諸民族とも深い関係を維持した。ダヴィト4世は諸民族の土地にジョージア正教会の聖堂を建設することを支援して正統教義を広め、ジョージア王国の文化を広めた。また都市型の集落の形成やジョージアの封建制度の導入を通じて、諸民族の経済発展を推進した。このようにしてダヴィト4世は、北コーカサスに文化的影響圏を築いた。その後、ジョージア王国の文化は現地の組織化された社会において不可欠な要素となり、ジョージア語とジョージア起源の社会用語が導入された。政治的には、ダヴィト4世は現地の支配者を自身の臣下とし、南コーカサスと北コーカサスを結ぶ大コーカサス山脈の山道を管理することによって、北コーカサスにおけるジョージア王国の影響力を強化した。ダヴィト4世は十字架峠とダリアリ峠を要塞化し、デルベントへと至る街道にジョージ王国の拠点を設置した。デルベントのアミールはジョージア王国の王に忠誠を誓った。

#### 東ローマ帝国の影響力の終焉

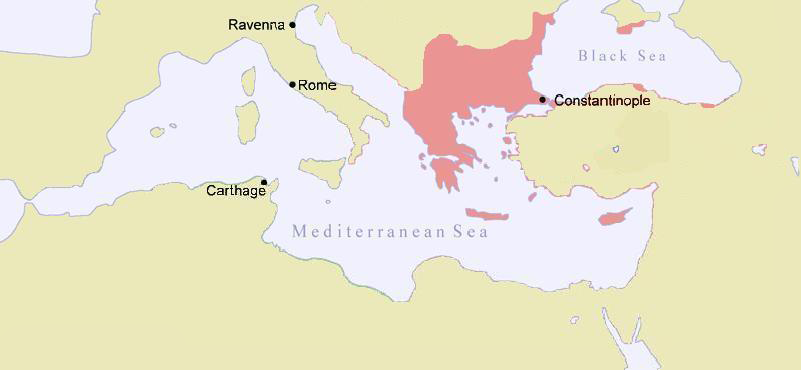
東ローマ帝国とジョージア王国は、建設王ダヴィトの治世以来、対等な関係を維持してきた。

ジョージア王国の成立とバグラト3世の治世下でコーカサスの地域大国として台頭して以来、東ローマ帝国とジョージア王国は、特にタオ＝クラルジェティ地方を巡って、外交的にも軍事的にも幾度となく対立してきた。この枠組みの中で、両国間の数々の戦争に加え、両国はそれぞれ公然あるいは秘密裏に王位継承候補者や簒奪者を支援することで、互いの内政に干渉した。特に東ローマ帝国は、国王の権力に反抗する貴族を支援する戦略を採った。
東ローマ帝国とジョージア王国は長年にわたって数々の和平提案を行っていたが、トゥルクマーンのムスリムに対抗するための同盟はなかなか結ばれなかった。同盟が実現したのは、東ローマ帝国とセルジューク朝の間で行われたマンジケルトの戦い（1071年）のときであった。だがこの当時の同盟は、セルジューク朝の勢力に対して東ローマ帝国が著しく弱体化した状況であったため、政治的にはほとんど影響力を持たなかった。そのためジョージア王国はセルジューク朝に服従しなければならなかった。しかし1090年代、コーカサスがトゥルクマーンの宗主権から解放されたことで状況が一変したことから、ダヴィト4世は東ローマ帝国に対して新たな政策を推進させることとなった。この政策は、ジョージア王国と東ローマ帝国が緊密な協力を図りつつ、政治的に対等な立場を確立するものであり、一方で特定の課題に対しては東ローマ帝国と対立する側面も持つものであった。
こうして東ローマ帝国とジョージア王国の間で合意が結ばれ、二国間関係が再開された。この合意によれば、ジョージア王に反抗した貴族はギリシャの牢獄に送られた。並行してダヴィト4世は、東ローマ帝国の称号「パンヒュペルセバストス」を放棄し、ジョージアにおける東ローマ帝国の政治的影響力を決定的に否定した。この称号は、11世紀末に東ローマ帝国コムネノス王朝の初代皇帝アレクシオス1世が（在位: 1081年–1118年）が、親族や近しい有力貴族に高い栄誉を与えるために創設した一連の称号の一つであった。さらにダヴィト4世は、東ローマ帝国にとっての反逆者であったテオドロス・ガブラスを支援することを決定した。テオドロス・ガブラスは1091年にトレビゾンドで独立国家を樹立しようと試み、ダヴィト4世の叔母マリアムと結婚していた。こうしてダヴィト4世の治世以降、東ローマ帝国とジョージア王国は精神的に対立した。ダヴィト4世は「東と西の主権者」という称号を採用し、これにより正教会において東ローマ帝国よりもジョージア王国が重要な影響力を持つと主張した。
これらの兆候にもかかわらず、東ローマ帝国とジョージア王国の関係は良好な水準にも達した。例えば1116年に成立した、ダヴィト4世の娘カタと東ローマ帝国の皇子との結婚は、特に注目に値する。ジョージアの歴史家の一部は、1118年にヨハネス2世が権力を掌握したことについて、王女カタの従者に同行したジョージア王国の諜報員による援助があったことにも言及している。そのためヨハネス2世の治世の初めから両国の関係は大幅に改善し、『カルトリ年代記』は両君主を「兄弟」と呼んでいる。そして宗教分野における競争にも関わらず、東ローマ帝国とジョージア王国は一定期間、文化的に協力した。その結果、モクヴィ大聖堂の大規模改修など、両国の努力によって建設された宗教建築物を見ることができる。

#### ジハード対十字軍
前述のように、ダヴィト4世はコーカサス地域の安全保障、すなわちセルジューク朝からの地域の解放を、自身の治世の主要な目標としていた。この理由から、ダヴィト4世はキプチャクと主要な交渉を始めるよりも前の1110年には、すでに南コーカサスでトゥルクマーンの存在に対する戦いを開始していた。事実、この1110年までトゥルクマーンはトビリシやルスタヴィといった都市、サムシヴィルデ、アガラニ、そしてアルメニアの領域を占領していた。これらの地域では、ブドウの収穫期（10月ごろ）になるとムスリムの入植が活発に行われ、毎年数百人ものムスリムが入植した。当時、チコンディディのギオルギや、ギオルギの甥でトリアレティの総督を務めていたテオドレ、そしてオルベリアニ家のアブレティとイオアネの兄弟が率いるジョージア軍は、トゥルクマーンの入植に対抗し、大きな戦闘なしにサムシヴィルデを奪還した。その後、ダヴィト4世はサムシヴィルデを王室領に加えた。この成果の後、セルジューク朝は占領していた領土の大部分から撤退し、ジョージア王国軍はゼルナを占領することができた。

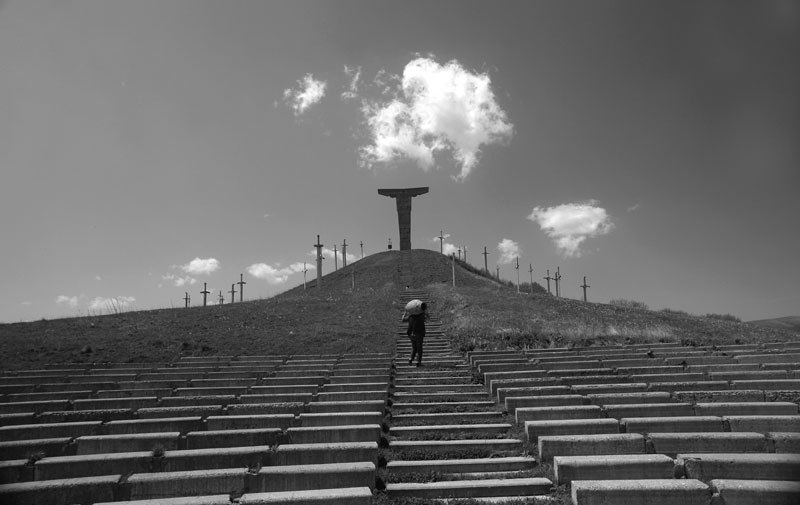
ディドゴリ山にある、ディドゴリの戦いの記念碑。

セルジューク朝のスルタン・ムハンマド1世は2つの敗北に対抗し、1110年にジョージア王国の侵略を目的として20万人（カルトリ年代記のアルメニア語版では1万人）の大軍を送った。トゥルクマーン軍の接近を知ったダヴィト4世は、わずか1,500人ほどの親衛隊を率いてナチャルマゲヴィの居城を出発し、夜間に侵略者と対峙するために向かった。明らかに戦力差のある両軍は、翌日にマスラタで激しい戦闘を繰り広げ、ジョージア王国は決定的な勝利を収めた。カルトリ年代記によると、ダヴィト4世はこれほどあっけない勝利を信じられず、翌日までその場に留まってセルジューク朝の新たな反撃を待った。そして日が昇った後、ようやくダヴィト4世はジョージア王国の勝利を理解したと伝えている。
その後の5年間、状況の進展はほとんどなかった。しかし1115年、ダヴィト4世が内カルトリのムフラニにいた時、ジョージア王国軍を指揮していたチコンディディのギオルギは、ジョージア南部におけるトゥルクマーンの強力な拠点であったルスタヴィを占領した。これによりトゥルクマーンは冬営地からの撤退を余儀なくされた。一方、ダヴィト4世は自ら部隊の先頭に立ち、ムスリムの占領軍に対し冬季の遠征を組織した。ダヴィト4世の伝記作家は、1116年2月の出来事を語っている。この時ダヴィト4世は、セルジューク朝の軍隊を罠にかけ、チョロヒ川で甚大な損害を与え、タオ＝クラルジェティ地方とトゥルクマーンが置き去りにした数多の財物を支配下に置いた。

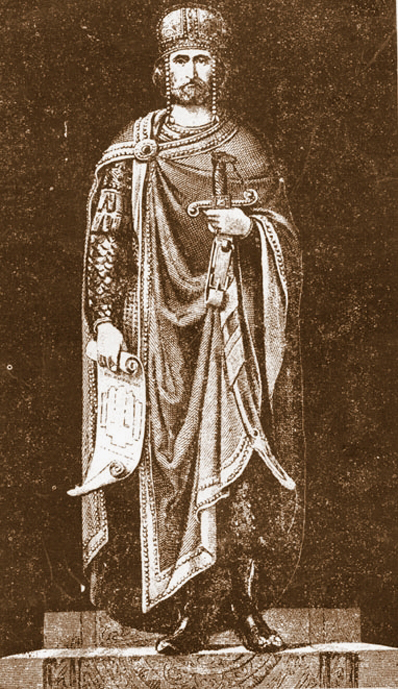
ダヴィト4世の芸術的表現。

この紛争は間もなく、南コーカサス東部で新たな戦線が開かれ、地域的な規模へと拡大した。1117年初頭、王太子デメトレ率いるジョージア王国軍は、反乱を起こした貴族の手中にあったヘレティのギシの要塞を「解放」した後、シルヴァンに侵攻した。デメトレは同地域で「驚くべき戦闘」を行い、カラゾリの要塞を占領した後、多数の戦利品と多くの捕虜を伴ってジョージア王国に凱旋した。ジョージア王国軍にとって最初の注目すべき敗戦は、1118年に起こった。この戦いではベシケン2世ジャケリ将軍がトゥルクマーンの手にかかり戦死した。しかしこの損失にも関わらず、ダヴィト4世は退却を勧める味方の助言を受け入れず、1118年4月にアラクシ川に駐留していたセルジューク朝の守備隊を虐殺することで、ベシケン将軍の死に対する報復を果たした。
ダヴィト4世による改革は、これだけに留まらなかった。実際、同じ1118年にセルジューク朝アルメニアの都市ロリとアガラクを占領し、中世ジョージア王国によるアルメニア征服の始まりとなった。そしてアガラニも同年7月、わずか1日の戦闘でイスラム勢力からの奪還に成功した。このアガラニでの勝利の後、ダヴィト4世はチコンディディのギオルギとともにキプチャクの地へ向かった。セルジューク朝の軍が完全敗北するという有望な兆候にも関わらず、コーカサスの諸民族を自身の王権下に統一する目的を達成するためにはジョージア王国の軍に一層の強化が必要であると理解していたためである。チコンディディのギオルギの死後、チコンディディのシモンが王室の行政を率いるようになった。王室は1119年内をトゥルクマーンに対する新たな戦略の確立に専ら費やし、同時にキプチャクの傭兵をジョージア王国の領内に定住させることに専念した。そして1120年初頭から、新たな攻勢を開始した。
ダヴィト4世は当時、外敵が自身に対して組織している諜報活動を十分に把握していた。熟慮した戦略により、ダヴィト4世はトゥルクマーンを相手の土俵上で欺くことを決意した。ダヴィト4世は、王室の冬営地をアブハジアに設置することをトゥルクマーンに信じ込ませ、その結果、セルジューク朝の軍をボトラに侵入させた。その後ダヴィト4世は占領軍と対峙するためゲグティ宮殿を出発し、2月14日に圧倒的な勝利を挙げた（ボトラの戦い）。そして、さらにその2か月後、ダヴィト4世は再び軍を率いてシルヴァンに介入した。ダヴィト4世はカバラの都市を占領し、大量の財物を持ってジョージアに帰還した。5月7日、ダヴィト4世は再びシルヴァンに侵攻し、アラン、リジャティ、ヒシタラニ、キュルデュヴァンに至るまでシルヴァンの地を荒廃させた。並行して、ダヴィト4世は自身の封臣であったデルベントのアミールを説得してシルヴァンに侵攻させ、間もなくデルベントとシルヴァンは戦争状態に突入した。11月、デルベントの軍は戦闘でシルヴァン・シャー朝のシャー・アフリドゥーン1世を殺害し、ダヴィト4世は自身の義理の息子で臣下でもあったマヌーチェフル3世をシャーに据える機会を得た。さらに並行して、ダヴィト4世はさらに南東方面に短期間ながら効果的な遠征を行い、特にトゥルクマーンの拠点であるアショランとセヴゲラメジを占領した。
それまで不利に働いていた気候条件を利用して、トゥルクマーン側も1120年から1121年の冬にジョージア王国に対する大規模な攻勢を組織した。実際にこの時期、ダヴィト4世はアブハジアにある冬の居城に滞在しており、トゥルクマーンの戦略はジョージア中部および東部への迅速な侵攻にあった。間もなくセルジューク朝の軍はカルトリ地方の大部分、大コーカサス山脈に至るまでを占領した。しかしながら状況を知ったダヴィト4世はアブハジアから急行し、当時通行不可能でジョージア東部と西部を隔てていたリヒ山脈に道を切り開くよう兵士たちに命じた。ジョージア王国の軍は春まで血生臭い戦闘を行い、1121年3月にはすべてのトゥルクマーンの軍を追放ないし虐殺した。
しかしセルジューク朝の攻撃が止まることはなかった。この時期にはムツクヴァリ川が増水し、川を渡ることをがほとんど不可能であることを知っていたセルジューク朝は、間もなくムツクヴァリ川の南側にある陣地に戻り、バルダを占領した。これに対してダヴィト4世は再びキプチャクの親衛隊を伴い、6月にフナニに向けてムツクヴァリ川を渡り、バルダやアランに駐屯していたトゥルクマーンに対する軍事的な襲撃を組織した。ジョージア側の記録によれば、ムスリム側は10年以上にわたる度重なる敗北と損失により「窮地に追い込まれていた」とされる。
ダヴィト4世がバルダとアランで勝利を収めた直後、南コーカサスのトゥルクマーン入植者や、ギャンジャ、トビリシ、ドマニシなどを拠点としたムスリムの商人たちは、セルジューク朝のスルタン・マフムード2世（在位: 1118年–1131年）に使者を送り、ジョージア王国軍に対する軍事支援を正式に要請した。ムスリムのスルタン・マフムード2世は、西方で十字軍がすでにトゥルクマーンたちに対する強大な敵となっていたにも関わらず、ますます強力になるキリスト教の王国ジョージアが勝利を重ねることを脅威と見なしていた。マフムード2世はジョージアに対してジハード（イスラム教の聖戦）を宣言し、中東全域（ダマスカス、アレッポから南コーカサスまで）からセルジューク朝のトゥルクマーンを招集し、大規模なトゥルクマーン軍を編成した。この軍にはナヒチェヴァンからアゼルバイジャンとアランを統治していたセルジューク朝の王子トゥグリルの軍、マズヤド朝のアミール・ドゥバイス・イブン・サダカが率いるアラブ軍、アレッポのナジュム・アル＝ディーン・ガーズィーが率いる部隊、そしてギャンジャとアルメニアからの守備隊が参加した。この連合軍により、マフムード2世はダヴィト4世が統治するジョージア王国を侵略することを目指した。さらにマフムード2世は、聖地でヨーロッパ人と戦い、ラテンの十字軍と一時休戦協定を結んだことで有名なイルガーズィー将軍を、この大規模なイスラム連合軍の総司令官に任命した。大連合軍の兵力は、史料によると20万人から40万人、あるいは60万人にも及んだ。
セルジューク朝のスルタン・マフムード2世によるジハードの宣言を知ったダヴィト4世は、この大軍勢を打ち破ることこそが、コーカサスの完全な解放をもたらし、ジョージア王国の君主としての政治的目標の達成につながると理解した。ダヴィト4世はジョージア王国の兵士4万人と、1万5千人のキプチャク兵士、5千人のオセット人兵士からなる、総勢6万人の大規模な軍隊を招集した。これに加えて、西ヨーロッパから来た200人から1000人ほどの十字軍の分遣隊が加わった。ダヴィト4世は地元の地理的条件を利用するという考えから、トゥルクマーンを意図的にジョージア王国本土に侵入させることを決意し、最終的にトリアレティと内カルトリを結ぶ街道でイスラム連合軍を待ち伏せした。両軍は1121年8月12日、ディドゴリ山の麓、マングリシの町の近くで遭遇した（ディドゴリの戦い）。

ダヴィト4世と同時代の十字軍年代記作者であるアンティオキアのゴーティエは、ディドゴリでの攻撃開始直前に行われたダヴィト4世による兵士への演説の一部について述べている。この演説は特に、正教徒であるジョージア王国の人々がイスラムという「異教徒」に対して抱いていた感情を示すものであった。

キリストの戦士たちよ！もし我々が惜しみなく戦い、主の信仰を守るならば、サタンの数え切れぬ下僕たちだけではなく、悪魔そのものをも克服するだろう。私は我々の名誉と利益を高めるために、ただ一つのことだけを皆に伝える――我々の主に誓おう。すべての手を天に掲げ、主の愛の名において、戦場で死ぬことを。逃げないことを。

ダヴィト4世は自ら攻撃を開始し、「解き放たれた怪物」に匹敵するほどの獰猛さで、兵士たちとともに侵略者へと突撃した。最初の攻撃から、イスラム連合軍は数的に優位であったにも関わらず、後退を余儀なくされた。ジョージア王国軍はこのような攻撃を繰り返すことができ、間もなくイスラム連合軍は興奮と混乱の極みに陥り、平静さを失った。ダヴィト4世はさらに3日間にわたって新たな攻撃を開始し、戦場のイスラム連合軍に致命的な打撃を与えた。そして突然、イスラム軍の勢いは戦闘中に崩壊した。ダヴィト4世の優れた戦略は、数の力を打ち破り、セルジューク朝とそのコーカサス地方における影響力に決定的な敗北をもたらした。キリスト教とイスラム教の双方の年代記には、リュッダの聖ゲオルギオスが自らジョージア王国軍を率いて侵略者と戦ったという証言が記録されている。侵略軍の多数の指揮官のうち、イルガーズィー・ビン・アルトゥク将軍とその義理の息子ドゥバイス・ビン・サダカだけが逃亡に成功した。この勝利は、当時トゥルクマーンに対抗するための助力を強く探していた十字軍の運命に大きな影響を与えた。ディドゴリの戦いでの勝利の物語は、時に誇張され、イスラム勢力に対する新たな希望として西方の王宮で語られた。ダヴィト4世と同時代の伝記作家は、次のように述べている。

私がこれら［ディドゴリの戦いについて］の偉業の記述に取り組んでいたとき、ギリシャ人のホメロスやアリストブロス、ユダヤ人のヨセフスのような著名な語り手たちを、とても気の毒に思うようになった。ホメロスはアカイアとトロイアの間の戦争、アキレウスとヘクトルの戦い、アガメムノンとペイサンドロスの戦い、後にオデュッセウスとピュライメネスの戦い、そしてその勝者を称賛した。アリストブロスはアレクサンドロスの武勲と勝利を物語った。ヨセフスは皇帝ティトゥスが同胞に対して挙げた勝利を描写した。だが彼らの物語には続きの出来事が不足していたため、彼らはこれを華麗な修辞で肉付けした。その結果、アレクサンドロスに「汝は偉大ではなかった、アキレスよ。しかし汝は、ホメロスという最高の詩人を見つけた」という言葉を言わせている。では、何も起こらなかったトロイア戦争の8年間の中に、称賛される価値があっただろうか。ダヴィト王の強力な敵軍と対峙したのはわずか3日間であり、最初の衝突で敵軍は屈した。もしこれらの著名な語り手たち、これらの吟遊詩人たちが、ダヴィトの偉業を物語の主題にしていたならば、彼らはその技量を適切に使う材料を見出すことができたであろうし、彼らが英雄たちに授ける賛辞も、十分に価値のあるものとなっただろう。

#### 国際舞台における評価

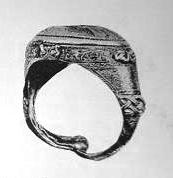
ジョージア王ダヴィト4世の印章指輪。

ダヴィト4世の治世は、ジョージア王国の近隣諸国との関係だけではなく、それまでジョージアと外交関係を持たなかった国々との関係も変えた。。このように、ディドゴリの戦いの以前でさえ、当時激戦が繰り広げられていた十字軍の時代に、ヨーロッパ人たちはセルジューク朝に対して積極的に戦う用意のあるキリスト教王国の存在を知った。この枠組みの中で、パリ大司教ガロンは1104年7月30日に、エルサレムの聖墳墓教会の聖歌隊長アンソーから聖十字架の断片とされる聖遺物を受け取った（これが「アンソーの十字架」の由来となっている）。この聖遺物は当初、聖テティエンヌ大聖堂（後にノートルダム大聖堂が建てられる）の中に安置された。聖遺物についてアンソーは、ダヴィト4世の未亡人の手から受け取ったと記述している。ダヴィト4世が死亡したのはその16年後であるため、この記述は注目に値する。この細部を除けば、アンソーはキリスト教徒の王ダヴィトの王国を次のように描写している。

さらに、ジョージア人の王ダヴィトは、生涯にわたってこの十字架を実際に所有し続け、非常に深い崇敬の念をもって扱っていた。そして、そのような特権に恵まれていることを喜んでいた。この王は、先代の王たちと同様に、ゴグとマゴグが阻止されたカスピの門を支配した。そして今日に至るまで、その息子がその地を見張り続けている。その息子の王国と支配は、我々にとって一種の防衛線となっており、メディア人に対する、そしてペルシア人に対する、前線の備えとなっている。

ヨーロッパに加えて、ダヴィト4世は近東とも関係を築いた。このようにしてダヴィト4世は十字軍勢力、特にエルサレム王ボードゥアン1世（在位: 1100年–1118年）と親密な関係を維持し、支援の証として多くの贈り物を交換した。さらに前述のとおり、200人から1000人のラテン人で構成された大隊がディドゴリの戦いに参加し、勝利に寄与した。いくつかの史料では、1099年のエルサレム攻囲戦においてジョージア王国の補助部隊が参加したことを言及している。歴史家イオアネ・バトニシヴィリは、エルサレム王ボードゥアン2世がジョージア王宮を秘密裏に訪問したことさえ報告している。強力なキリスト教王国ジョージアの存在はアラブ世界でも感じられた。アラブ世界では、ジョージア王国の君主がイスラムの臣下に対して寛大であり、コーランに関する知識が豊富であることは有名であった。当時の近東では、アラビア語で「الملك الملوك داود بن كيوركى حسام المسيح」（王の中の王ダヴィト、ギオルギの息子、メシアの剣）と刻まれた銅貨が全域で流通していた。

### 統治の終焉

#### トビリシの奪還
1121年8月のディドゴリの戦いにおけるセルジューク朝の最終的な敗北により、ダヴィト4世は数世紀にわたるイスラム勢力の支配からコーカサスを解放した。ジョージア王国は外敵を決定的に打ち倒し、トゥルクマーンは西方で十字軍と激戦を繰り広げ、北方はキリスト教勢力の進撃に対して反撃が不可能となった。しかし、ダヴィト4世の征服開始以来、他のイスラム国家との関係を断たれたムスリムの最後の飛び地が、ジョージア王国内に残されていた。この飛び地は、ほぼ5世紀にわたってアラブ人に占領されていたトビリシ首長国であり、トビリシ首長国はトビリシとドマニシの地域を含んでいた。

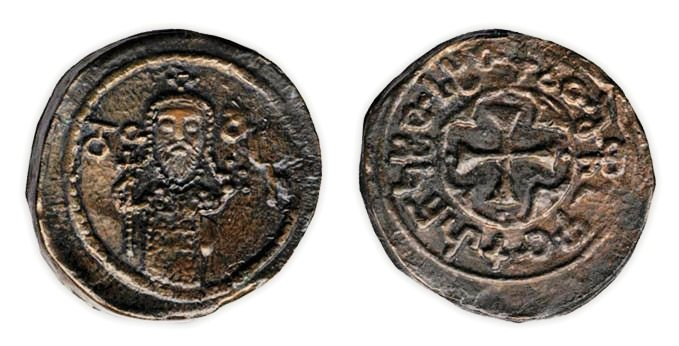
建設王ダヴィトの肖像が刻まれた硬貨。

1121年6月、ダヴィト4世はすでにトビリシの街を包囲していたが、今後のトゥルクマーンの侵略者との戦いを見据え、貢納を伴う形式的な忠誠の誓いだけで満足していた。セルジューク朝が敗北した後、ダヴィト4世は1122年初頭からトビリシの占領に集中した。短期間の包囲戦の後、ダヴィト4世は2月にトビリシを占領し、ムスリムの支配層を排除した。この時、イオアネ・オルベリアニ将軍を伴っていたと考えられている。ダヴィト4世は征服初日に略奪を行い、モスクやイスラム化の象徴を破壊したとされる。一方、15世紀マムルーク朝の歴史家バドル・アル＝ディン・アル＝アイニーの記述によると、ダヴィト4世はすぐに態度を改め、「それまでのイスラム指導者たちよりも、ムスリムの感情を尊重した」という。
トビリシ占領後、ダヴィト4世はジョージア王国の首都をクタイシからトビリシに遷都し、7世紀のアラブ征服以前のトビリシの地位を回復させた。トビリシの奪還は、街の文化的な復興をもたらし、キリスト教の宗教的建造物が増加した。ダヴィト4世はまた、貴族の邸宅や文化施設を建設し、その中にはムスリムの詩人の研究・創作の場所として特別に建てられたホールもあった。ただし市内の情勢は安定せず、数年間にわたってキリスト教徒とムスリムの衝突が続き、王室の力でさえ宗教間の対立を鎮静化することができなかった。並行して、ダヴィト4世は旧トビリシ首長国の制度の一部を維持し、首長（アミール）の職位を18世紀まで市の知事職として存続させた。
トビリシ奪還に成功し、ムスリムはジョージアにおける行政の中心地を失った。しかしながらムスリムの飛び地は、依然としてジョージア王国の中心部に存在し続けた。ダヴィト4世は最終的にこの国家の存在を終わらせる決意をし、「国内の諸問題を処理」した直後に、これを実行した。1124年3月、ダヴィト4世はジョージア王国に残された最後のムスリムの拠点であるドマニシを攻撃し、短い戦闘の末に占領し、ジョージア王国の統一を完成させた。

#### シルヴァンの征服

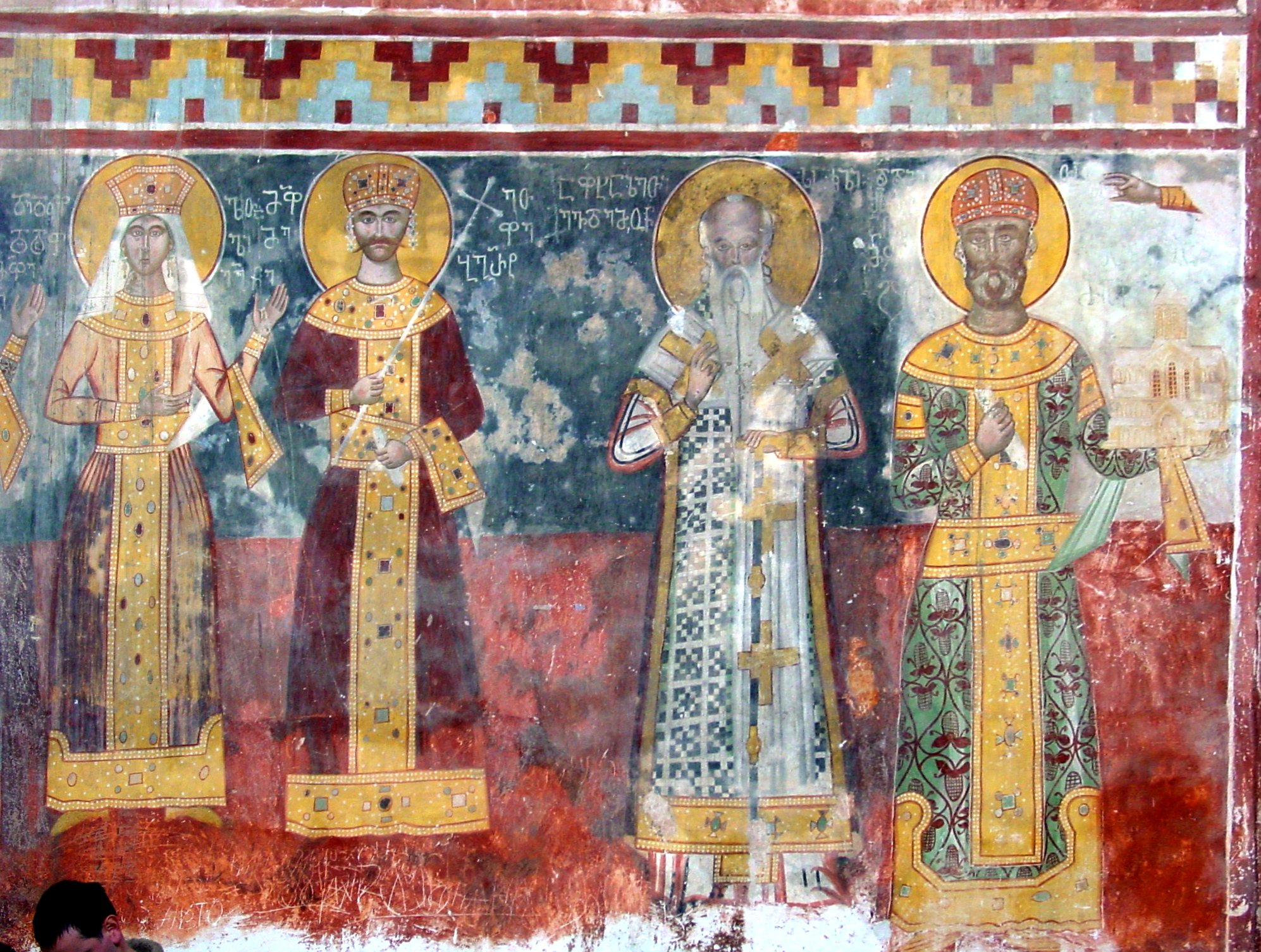
ゲラティ修道院にある、ジョージアの歴史で最も重要な人物を描いた壁画。最も右に描かれているのがダヴィト4世である。

ダヴィト4世によるトビリシ奪還は、コーカサス地域におけるキリスト教の至高の守護者としてのジョージア王国を確立した。ジョージア王国の国民は、同地域におけるムスリムの存在を減らすことにより、その支配を確実なものにしようとした。当時、この地域におけるムスリムの存在は、セルジューク朝の盟友と見なされていた。シルヴァンも同様であり、シルヴァン・シャー朝は既に何度もジョージア王国の軍に敗北していたが、依然としてジョージア王国の権力からの独立状態が強い状態であった。1120年11月、シルヴァンでアフリドゥン1世が戦死したことにより、ダヴィト4世は娘婿のマヌーチェフル3世をシルヴァン・シャー朝の新たなシャーに据えた。トゥルクマーンは南コーカサスの状況を警戒し、軍事的な対応を決定した。
セルジューク朝のスルタン・マフムード2世は、ディドゴリの戦いで敗北を喫してから1年しか経っていないにもかかわらず、再びジョージア王国に対する戦争を開始した。1122年11月、マフムード2世はシルヴァンへの侵攻を開始し、タブリーズを占領した。翌春にはシルヴァン・シャー朝の首都シャマヒに到達した。マフムード2世はマヌーチェフル3世を捕らえ、ダヴィト4世に書簡を送った。「お前は森の王様であり、決して平野には降りてこない。私はシルヴァン・シャーを捕らえ、彼にハラージュ（貢物）を要求した。お前が望むのならば、私にふさわしい贈り物を送ってくれ。そうでなければ、すぐに私に会いに来い」。この挑発を受けて、ダヴィト4世は全軍招集を発令し、主にキプチャクで構成された5万人の軍隊を組織した。マフムード2世はジョージア王国軍の到着を知るとシャマヒに立てこもり、ダヴィト4世は退却する軍を追撃することは無礼であるとして進軍を中止した。マフムード2世はその後、ダヴィト4世に対して平和的に立ち去るのであればシルヴァンの支配権を取り戻す機会を与えることを提案した。しかしながら、ダヴィト4世はこれを断固として拒否した。ダヴィト4世はアランのアタベクであるアクスンクルが率いる4,000人のトゥルクマーン軍を撃破し、シルヴァンの首都シャマヒに向けて再び進軍した。ダヴィト4世がシャマヒを包囲すると、セルジューク朝の軍は市内の排泄物水路を使って、慌ててシャマヒを脱出した。
1123年6月、トゥルクマーン軍の新たな敗北から1か月後、ダヴィト4世はシルヴァンに向けて出発し、ギュリュスタンの街の占領を足掛かりに侵略を行った。間もなく、ダヴィト4世は娘婿マヌーチェフル3世をシャーの地位から退け、ジョージア王国に定住させた。そしてダヴィト4世はシルヴァンの地域を直接併合した。この結果、ジョージア王国の版図は歴史上最も広くなった。事実、ジョージア王国の領土は黒海からカスピ海まで、大コーカサス山脈から北アルメニアにまで拡大した。

#### ジョージアの地域大国化
トビリシの奪還とシルヴァンの征服は、10世紀末に始まったジョージア王国の統一という長い道程を完了させるものであった。これによりジョージア王国は、キリスト教の世界の守護者としての地域的な名声を獲得した。そして南コーカサスのさまざまな民族がムスリム勢力に対抗するため、ダヴィト4世に支援を求めるようになった。この事実は、ジョージア王国の君主ダヴィト4世をさらに鼓舞した。ダヴィト4世の計画の一つは、トゥルクマーンに対する効果的な防衛のために、ジョージア王国の支配を確立することでコーカサス全土を安全にすることであった。前述のように、少なくともキプチャクまでの北コーカサス地域は、ジョージア十字軍の開始時点ですでにジョージア王国の文化的および政治的影響下にあった。一方、デルベント首長国はクタイシの多かれ少なかれ忠実な従属国となり、シルヴァンは服従を強いられた。

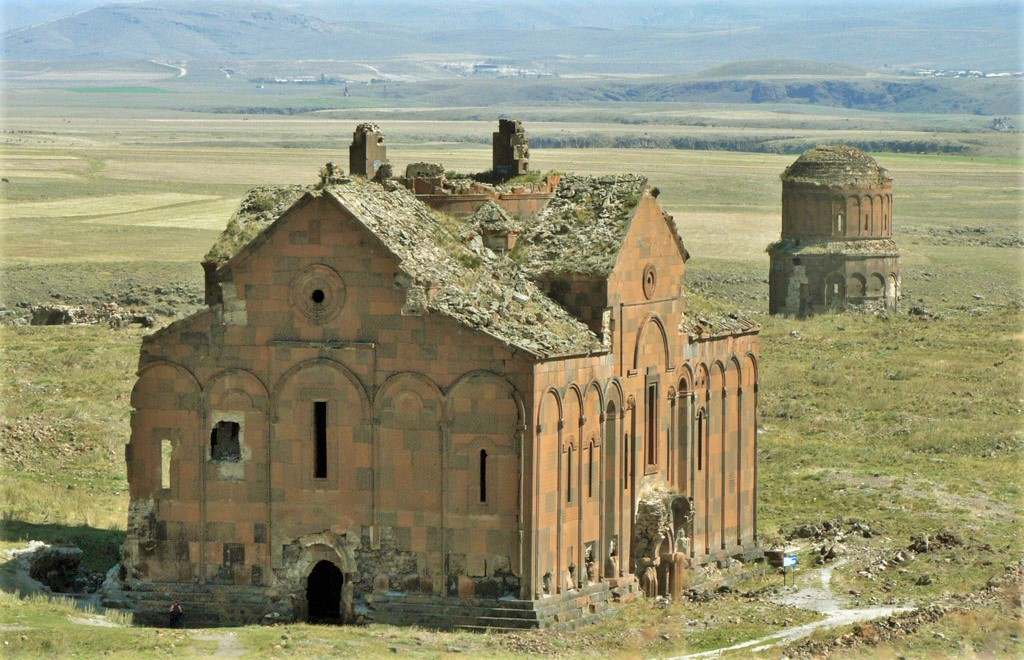
アルメニア王国の首都であったアニの大聖堂。ダヴィト4世はアニを無血で占領した。

近東での十字軍との衝突もまた、トゥルクマーン勢力の根幹を崩壊させる主要な要因の一つであった。これによりジョージア王国の王ダヴィト4世はドマニシの占領後、南へ勢力を拡大し続けることを可能にした。特にアルメニアの歴史的な領土への拡大は特筆に値する。1124年5月、ダヴィト4世が率いるジョージア王国軍は南コーカサス地域の南部に侵入し、数日のうちにガガ、テルナカン、カヴァザン、ノルベルド、マナスゴニ、タリンジカリなどアルメニアにある多くの要塞を占領した。ダヴィト4世はジョージア王国に戻った後、翌6月に再び進軍を行った。ダヴィト4世はジャヴァヘティ、コラ、カルニポリ、バシアニを通過し、そこに存在したセルジューク朝のすべての施設を破壊した。その後タオ＝クラルジェティにあるスペリの街に到達した。この攻勢の後、ダヴィト4世はタオ＝クラルジェティをさらに進撃した。そしてブアタ＝クリを占領した後、オルティシの街を焼き払った。

ジョージア王国の王ダヴィト4世がキリスト教の都市を解放したことを受けて、旧アルメニア王国の首都アニの貴族たちはダヴィト4世に使節を送ることにした。アニは1064年にセルジューク朝のスルタン・アルプ・アルスラーンによって占領され、その後長らくムスリムの支配下にあった。その後アニはシャッダード朝に売却され、強制的なイスラム化が進められたことで、地元のキリスト教徒の住民たちの不満が高まっていた。貴族たちはダヴィト4世がコラ地方にあるムツクヴァリ川の源流に滞在していることを知り、1124年8月20日に使節たちが謁見を行った。使節たちはダヴィト4世にアニの降伏を申し出た。この機会をとらえたダヴィト4世は、全軍を招集し、6万人の兵を率いてアルメニアに入った。そして一戦も交えることなく、アニに住むアルメニア人の市民たちはジョージア王国軍に門を開いた。ジョージア王国軍はシャッダード朝のアミール・アブル＝アスーワル・シャーワル・イブン・マヌーチェフル（在位: 1118年–1124年）を捕らえ、その家族とともにアブハジアに追放した。そしてアニの統治はその後、メスヘティの貴族アブレティとその息子イヴァネに委ねられた。アニの解放後、多くのアルメニア人の家族（多くは所領を失った貴族）がジョージア王国に移住した。ダヴィト4世はこれらの移住者のためにゴリの町を建設した。これにより北アルメニアはジョージア王国に併合され、この地域におけるダヴィト4世の権力は増大した。アルメニアの歴史記述では、これらの出来事を次のように記している。

アニとその教会が解放されるのを見たとき、アルメニアのすべての家庭に喜びがあふれた。

ダヴィト4世の治世下のジョージア王国の地図。

ジョージア王国によるアルメニア北東部の征服は、最終的にトゥルクマーンの脅威から南コーカサスを守るという究極の計画を完了させた。ジョージア王国という一つの王権のもとに、コーカサス全土がはじめて文化的、精神的、そして政治的に統一された。当時のジョージア王国の国境を記録した文書には「ニコプシからダルバンディの端まで、そしてオヴセティからソエリとアレガツまで」と描写されている。これは、一方の海（黒海）から他方の海（カスピ海）まで、そして北コーカサスからアルメニアまでを意味する。北東アルメニア（ソムヒティ）を解放したことは、事実、ジョージア王国の王の公式称号「メシアの剣、アブハズ人、カルトヴェリ人、ラン人、カフ人、ソムヘティ人の王、シルヴァン・シャー、シャーハーン・シャー、そして全ての東と西の支配者」に反映されており、この権力を保証している。
高齢にもかかわらず、ダヴィト4世は治世の晩年も軍事行動を続けた。例えば1124年4月、ダヴィト4世はデルベントの従属国に対して攻撃を行い、シャブランの町を占領した。またダヴィト4世は同じ地域において、クルド人やレズギ人、反ジョージア的なキプチャクで構成された北コーカサスの軍隊を撃破した。さらには、カスピ海北部で行われた詳細不明の作戦において、ガサンニとホザオンディの要塞を占領した。同年9月、別の軍事作戦がシルヴァンで実行されたが、その詳細は不明確である。ダヴィト4世はシャマヒを再占領し、ギュリュスタン要塞を奪取した。その後、ヘレティとカヘティに強力な守備隊を配置し、その支配を強化した。1125年1月、死去の少し前、ダヴィト4世はムスリムの襲撃者と再び対峙した。攻撃はエルメンシャー侯国のザヒールッディン・イブラヒム侯が率い、アルトゥク朝分家のアミール・リュクニュル＝デヴレ・ダウドを伴った。しかしジョージア王国に対して勝利を収めることはできず、ダヴィト4世は5日間の戦闘で侵略者を殲滅した。

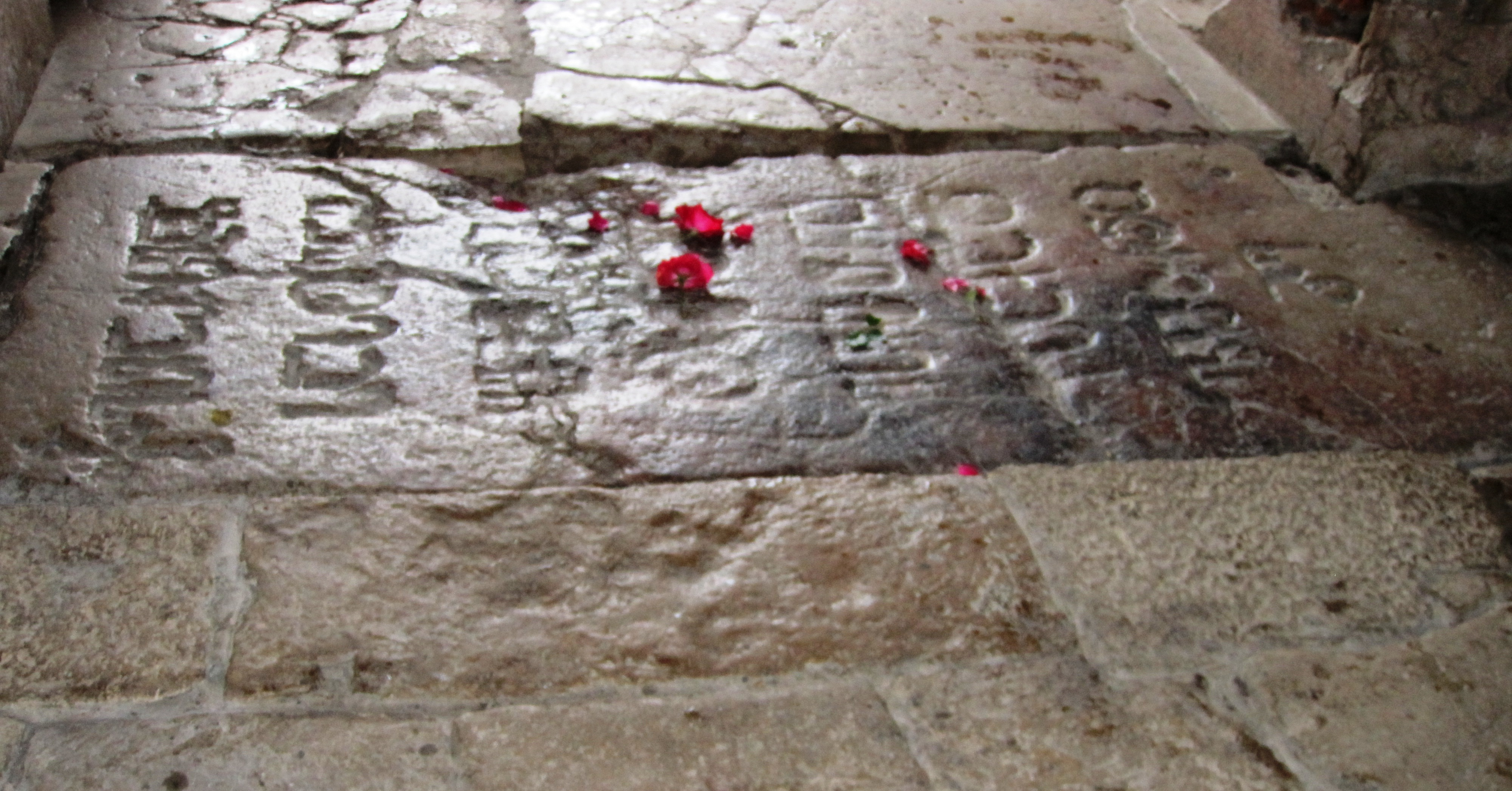
ダヴィト4世の墓。

その後、ジョージア王ダヴィト4世は、翌春に向けた大規模な遠征計画を立て始めた。しかし病気と高齢による衰弱のため、この計画を続行することができなくなり、国の政務をムツィグノバルツフツェシであるチコンディディのシモンに任せざるを得なくなった。ダヴィト4世の34年間に及ぶ長い治世は、1125年1月24日の土曜日に突然終わりを迎えた。ダヴィト4世は首都トビリシで崩御した。死の前に、後継者として長男デメトレを指名しており、王権の象徴である宝石で飾られた王冠、シミター、紫色の膝当てと紫色の袖を託していた。ダヴィト4世は自身の遺言に従い、ゲラティの聖ギオルギ大聖堂に埋葬された。ダヴィト4世の墓は、同じく遺言に従い、自ら建設を命じた聖ギオルギ大聖堂の正面入り口に置かれた。大聖堂に入るすべての人が、まずダヴィト4世の墓の上を歩くようにするためであった。これは謙虚な行為とみなされている。

## 家族
ダヴィト4世の婚姻関係は、歴史学界にとって長らく問題となってきた。ダヴィト4世の治世に関する主要な情報源はカルトリ年代記であるが、年代記ではダヴィト4世の配偶者についてキプチャクのハーンであるオトロク公の娘グランドゥフティただ一人しか記されていないためである。カルトリ年代記によると、少なくとも三男のヴァフタング以降は、すべてこの婚姻で生まれたと述べている。だが同時代の史料では別の配偶者の存在に言及しており、この問題には注意が必要である。例えばアルメニアの年代記作者マテオス・ウラハイェツィによると、ダヴィト4世の長男デメトレはアルメニア人女性との間の最初の婚姻から生まれたと伝えており、カルトリ年代記には記載されていない事実である。系図学者キリル・トゥマノフはこの説を支持し、当該女性をルスダンとしている。この婚姻関係は1107年もしくは1108年にダヴィト4世が離縁し、キプチャクの公女を配偶者に迎えたことで終了したと付け加えている。
ダヴィト4世は生涯で少なくとも8人の子供を残しており、そのうち4人が男子であった。キリル・トゥマノフはすべての子供の母親をルスダンとしているが、マリー＝フェリシテ・ブロッセなど他の研究者は、グランドゥフティとルスダンの両者とも子供をもうけたとしている。両説を踏まえた子女は、次の通り。
- デメトレ（英語版） - ジョージア王（1125年–1155年、1155年–1156年）
- ズラブ（フランス語版） - 1125年の共同王
- ヴァフタング（英語版） - 1118年頃生
- ギオルギ - 1130年/1131年以降没
- チュアタ
- タマル（グルジア語版） - シルヴァン・シャー朝マヌーチェフル3世（ペルシア語版）の妃。1155年に夫と死別後、修道女となる。
- カタ（グルジア語版） - 東ローマ帝国の皇子の妃。
- ルスダン - アラニア王（英語版）ジャダロン（グルジア語版）の妃。

## 人物像
カルトリ年代記は、ダヴィト4世の治世について、その経過だけでなく、キリスト教徒である王としての私生活についても貴重な情報源であり、ダヴィト4世の活動と人柄を報告している。カルトリ年代記によれば、ダヴィト4世はキリスト教の伝統に従う非常に敬虔な王であった。ダヴィト4世は昼夜を問わず聖書のさまざまな出来事を調べ、批評し、学ぶことに時間を費やした。伝記作者によれば、ダヴィト4世は幼い頃からキリスト教の教えに従って生きることを学び、生涯を通して同名の聖書の人物であるダビデ王の生涯からインスピレーションを受け続けた。このような背景から、ジョージア王国の王は1120年頃、『悔悟の賛歌』として知られる8編からなる自由詩形式の詩篇の連作を著した。現存するテキストは断片のみであり、完全な原文は失われている。研究者は断片をもとに復元を試み、詩歌の構造や神学的意味を分析している。さらにカルトリ年代記のアルメニア語版では、ダヴィト4世の聴罪司祭としてハフパト修道院のホヴァネス・サルカヴァグの名前を記している。

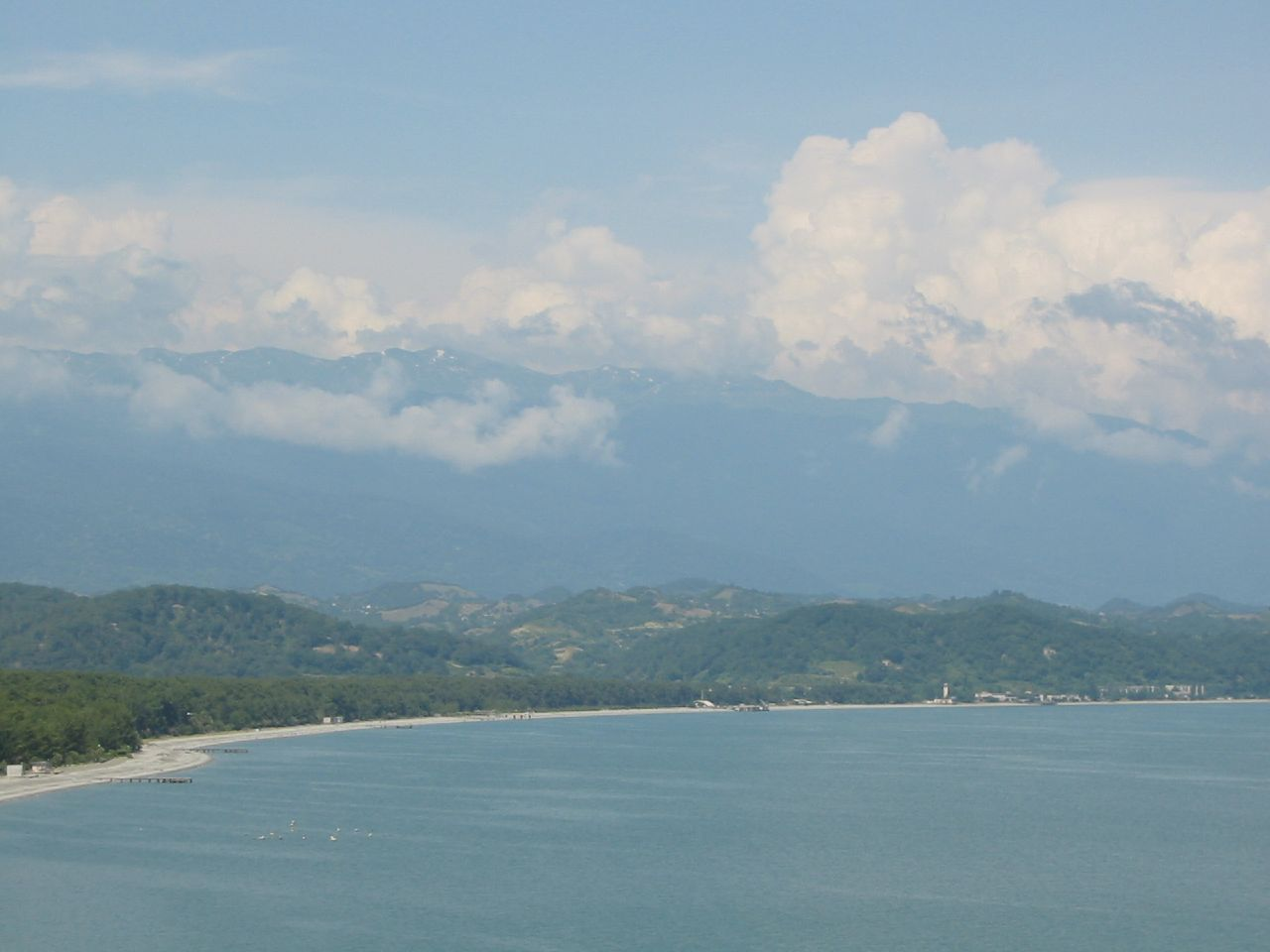
ダヴィト4世はビチヴィンタで冬を過ごすことが多かった。

ダヴィト4世は慈善活動にも熱心で、国内に病院を建設した。年代記によれば、時には自ら患者の世話もしたという。

彼はまた、善良で優しく慈悲深い、人を愛する神の模範に従い、別の考えを持った。それは、美しく適切な場所にホスピスを建設し、そこに様々な病に苦しむ兄弟たちを集め、彼らが必要とするあらゆるものを満たし、寛大な心で、彼らが必要とするものを満たすための収入を割り当てることであった。彼自身、彼らを訪ね、尋ねて、一人一人を抱きしめて、父親のように愛情深く世話をし、褒め称え、忍耐を励まし、彼らの衣服、寝床、敷物、食器、その他すべての道具を自らの手で整えた。一人一人に惜しみない施しを与え、看護者たちを励まし、宗教の精神に従って彼らの事柄を最も美しく秩序立てた。

ダヴィト4世は国内に複数の宮殿を有していた。主たる宮殿はクタイシとトビリシの王宮であるが、ツァグリスタヴィとアブハジアにも離宮を持っていた。特に冬季は、2月頃まで冬の大部分を温暖な地中海性気候のアブハジア沿岸都市ビチヴィンタで過ごした。これらの滞在期間中、王の忠実な将軍テオドレに王国の行政を任せていた。ダヴィト4世はまた狩猟を好み、カルトリやゲグティにシカやイノシシを狩るための広大な領地を所有していた。そして読書への情熱もよく知られており、ダヴィト4世は戦場にまで個人の司書を伴わせたという。

## ダヴィト4世の文化
ダヴィト4世はその治世を通じて、国家の力は軍事力だけでなく、その国家の文化の発展によって表される、確立された国民的アイデンティティにも依存することを理解していた。そのためダヴィト4世はジョージア王国の文化を自身の遺産の中で非常に重要な位置づけとした。科学、教育、そして宗教の発展は、いずれもジョージアにおいてそれまで比類ない地位を獲得した分野となった。
ダヴィト4世の治世下で行われた主要な建設の一つは、聖母マリアに捧げられたゲラティ修道院である。ゲラティ修道院はエルトゥヒの戦いでのトゥルクマーンに対する勝利とカヘティの併合を受けて、1106年に建設された。首都クタイシの近くに位置するゲラティ修道院は、バグヴァシ家の旧領地に建設され、その土地は全ジョージア総主教庁に寄贈された。ゲラティ修道院はその後、西ジョージアで最も重要な宗教的中心地の一つとなり、その地位はアブハジアのビチヴィンタ大聖堂に次ぐものであった。ゲラティ修道院は1994年にユネスコの世界遺産に登録された。ジョージア王国のダヴィト4世の治世におけるもう一つの重要な建築物は、国の宗教的中心地ムツヘタ近郊にあるシオ＝ムグヴィメ修道院の生神女聖堂である。ダヴィト4世の治世に遡る他の宗教建築物としては、アブハジアのモクヴィ大聖堂の大規模改修が挙げられるe。

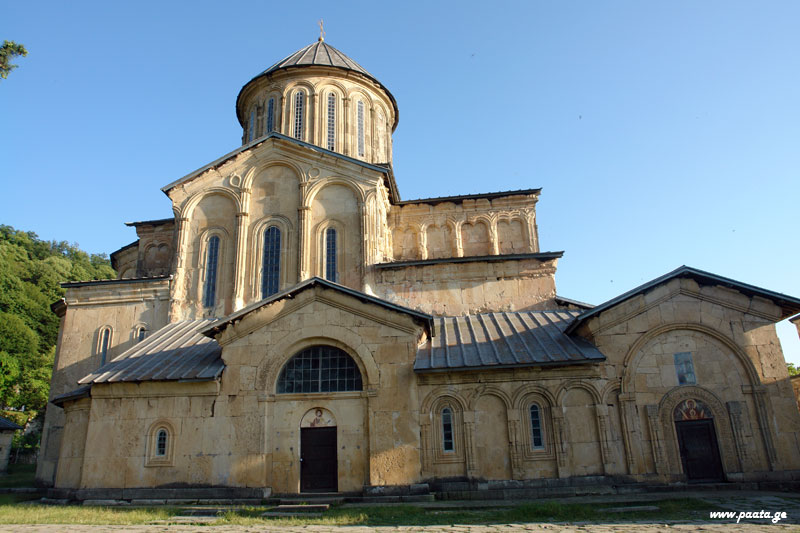
ゲラティ修道院。
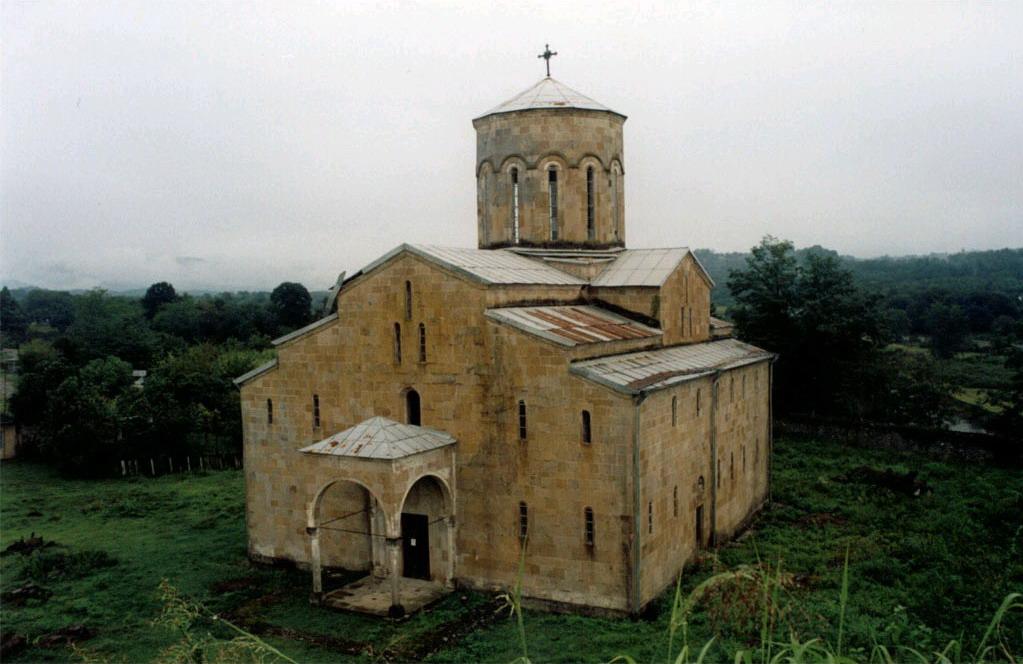
モクヴィ大聖堂（英語版）。
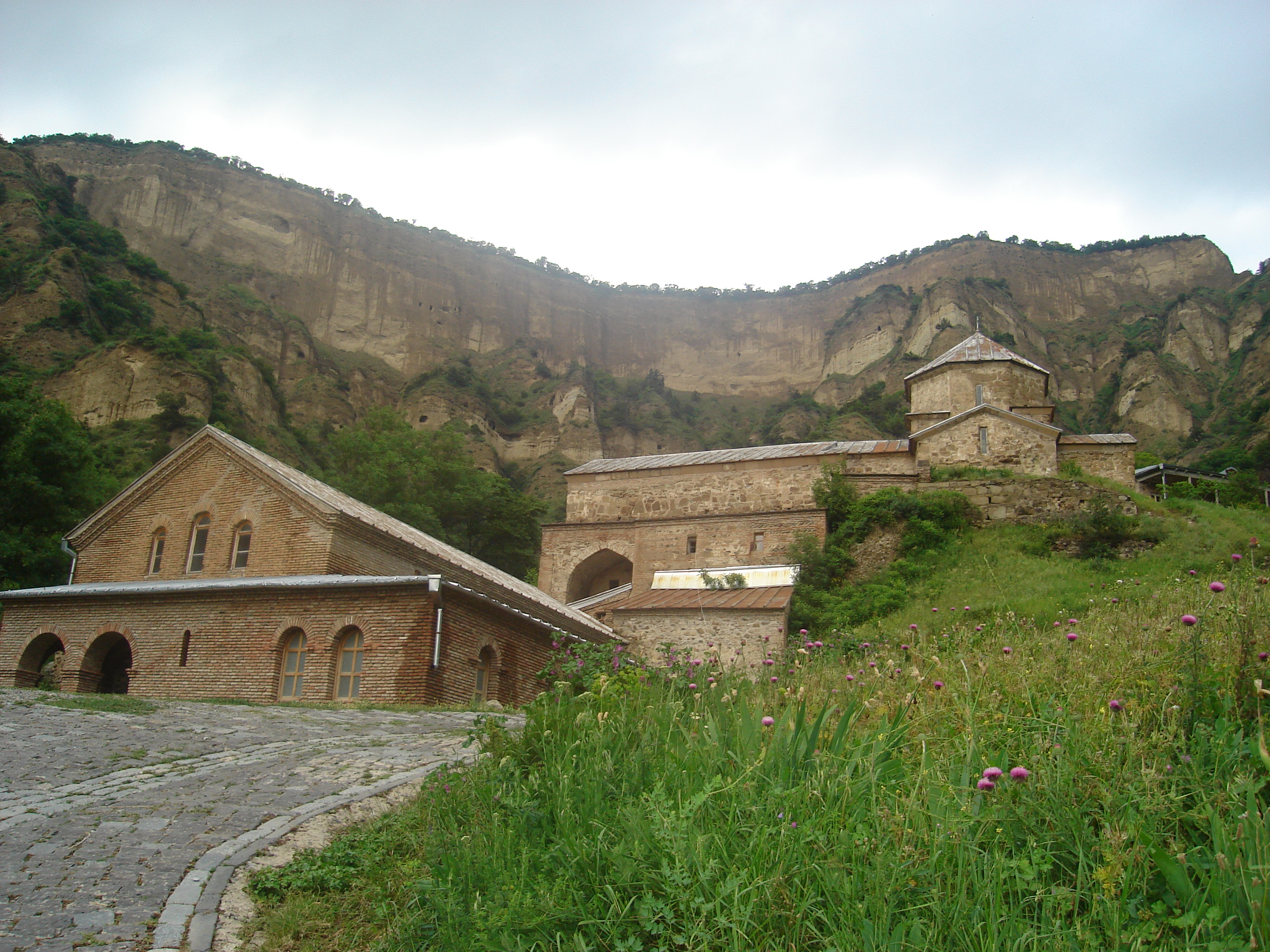
シオ＝ムグヴィメ修道院（英語版）。

ダヴィト4世はまた、国民のアイデンティティを発展させるための重要な分野として教育にも力を入れており、ダヴィト4世に帰せられる言葉「人類最大の宝は教育である」がそれを示している。そのためゲラティ修道院を建設した直後、ダヴィト4世はこの場所を教育発展のための国家的中心地として位置づけ、アカデミーを設置した。このアカデミーは、特にカヘティのイカルト・アカデミーなどによって保管された。ゲラティとイカルトの両アカデミーには、ジョージア王国の主要な教授、教師、科学者が集められた。その中には哲学者のイオアネ・ペトリツィ、アルセン・イカルトエリ、イオアネ・タリチスゼなどがいた。さらにダヴィト4世は改革の一環として、王国全体の教育制度を監督する責任者としてモズグヴァルト＝モズグヴァリ（文字通り「教師たちの教師」）を任命した。史料によれば、このモズグヴァルト＝モズグヴァリは王宮においてカトリコス総主教やムツィグノバルツフツェシよりも尊敬されていた可能性があり、これは当時の君主にとって教育がどれほど重要であったかを象徴している。
11世紀末から12世紀初頭にかけて、主に西洋世界から着想を得たジョージア王国の知識人階級の設立が象徴的であった。特にギリシャ世界からの多数の著作物が、ジョージア王国の学者たちによって翻訳された。とりわけプラトン、アリストテレス、プロティノス、プロクロス、偽ディオニュシウス・アレオパギタ、ネメシオス、ヘルメイアス、ヨハネス・ダマスケヌス、シナイのアナスタシオス、ミカエル・プセルロスの作品の翻訳が見られた。これらの著作の一部は、原語では失われており、ジョージア語訳のみが現存している。これに加えて、当時のジョージア王国の哲学者たちは、キリスト教の新プラトン主義に基づいた独自の著作を執筆した。イオアネ・ペトリツィによる『プロクロス、ディアドコスおよびプラトンの哲学に関する注釈』や、アルセン・イカルトエリによる『ドグマティコン』が、その代表である。特にアルセン・イカルトエリの『ドグマティコン』は正教会の教義に関する研究であり、特定のキリスト教の宗派やイスラム教、ユダヤ教に関する論争的な記述を含んでいる。またレオンティ・ムロヴェリの著作である『カルトリ年代記』も注目に値する。これは古代から中世に至るジョージア史にとっての極めて重要な一次史料となっている。

## 遺産
ダヴィト4世の死後、ジョージア王国はダヴィト4世の即位前と比べて明らかに異なる様相を呈していた。ダヴィト4世の長い治世における粘り強い政策は、強力な中央集権国家の形成を可能にした。軍事的には、ジョージア王国はコーカサス全域において主要かつほぼ唯一の勢力となった。ジョージア王国ははアルメニアにおける影響力を拡大し、大コーカサス山脈の北側にまで支配を及ぼした。経済的には、王国はこれまでになく高い水準に達し、その成長は13世紀のモンゴルの侵攻まで、ほぼ1世紀にわたって続いた。これらの要因が組み合わさった結果、歴史学界の大多数が、ダヴィト4世の治世をジョージア史における「黄金時代」の始まりとすることに異論がない。ジョージアの黄金時代は1220年代まで続いた。

### プレスター・ジョン

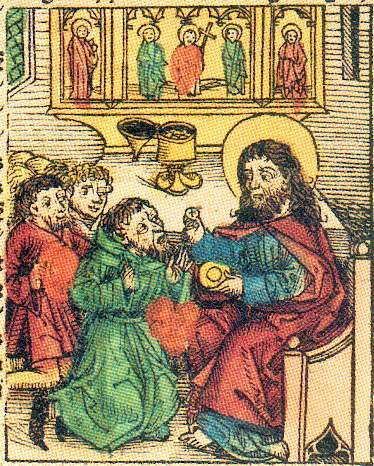
プレスター・ジョン。

ジョージア王国の王ダヴィト4世が生きた時代は、12世紀から13世紀にかけて、西方のキリスト教世界が近東のトゥルクマーンやアラブ人のイスラム教世界に対して行った宗教戦争の時代、十字軍の時代に重なる。これらの十字軍は、多くの中世の伝説に彩られており、そのほとんどは聖地防衛のために組織された戦闘において、ヨーロッパの戦士たちを鼓舞する目的で西欧人によって広められたものである。プレスター・ジョンの王国の伝説は、その中でおそらく最も象徴的なものである。この伝説は、12世紀半ばにドイツの司教フライジングのオットーにより語られている。オットーは年代記の中で「ペルシャとアルメニアのかなた、極東には、司祭であり王でもあるプレスター・ジョンが住んでいる。キリスト教徒であるがネストリウス派であり、サルミアデスの兄弟、ペルシャとメディアの王たちと戦い、彼らを首都エクバタナから追い出した」と言及している。
ここから、地上の楽園に似た王国が存在し、ムスリムに対抗する十字軍を支援する用意がある善良で公正な君主が統治しているという神話が生まれた。この伝説には、大きく三つの要素が含まれている。一つ目は、王であり司祭であるプレスター・ジョンが、血みどろの戦いでペルシャとメディアの兄弟王の軍隊を打ち破り、エルサレムに進軍したこと。二つ目は、プレスター・ジョンがネストリウス派であったこと。そして三つ目は、プレスター・ジョンがその治世中に宗教権力と世俗権力を兼ね備えていたことである。歴史家のカリストラテ・サリアはここで、ダヴィト4世とプレスター・ジョンの類似点を指摘している。カリストラテ・サリアによれば、血みどろの戦いは1121年のディドゴリの戦いを指し、その戦いではセルジューク朝のスルタン・マフムード2世と、当時アランを治めていたトゥグリルの兄弟が敗北した。ネストリウス派の信仰は、当時東ローマ帝国が自身に従属しない教会を異端として非難していた事実に相当する。そしてダヴィト4世は、プレスター・ジョンと同様に、その治世において世俗的権力と宗教的権力を兼ね備えることに成功した。
ジョージア王国の王ダヴィト4世がプレスター・ジョンと同一であると主張するために、カリストラテ・サリアは特にコギシャルのラルフが1228年に著したイングランド年代記を引用している。この年代記では、ジョンを単に「インドのダビデ王」の異名として言及している。

### 尊敬と崇拝

ダヴィト建設王勲章。

今日のジョージアの歴史学界は、ダヴィト4世に匹敵するほどの君主は、ジョージアの歴史上ほとんどいないと評している。実際、現在の歴史家の大多数は、ダヴィト4世を歴史上最も名声高い君主と認め、ダヴィト4世の治世をジョージアの黄金時代の始まりとしている。この黄金時代はルスダン女王（在位: 1223年–1245年）の治世まで続いた。当時の伝記作家によれば、ダヴィト4世は死後すぐにその業績から「建設王」あるいは「再建王」という称号を得た。ダヴィト4世は特に、詩人イオアネ・シャヴテリによって、タマル女王とともに、讃歌集『メシアの奴隷』の中で称賛されている。
ダヴィト4世の後を継いだ王たちは、ダヴィト4世に大きな敬意を払い、ダヴィト4世の業績は数十年に渡り国際的な名声を保った。例えばバグラト5世（在位: 1360年–1395年）がティムールに捕らえられた際、バグラト5世はテュルク・モンゴルのアミールであるティムールに、ダヴィト4世が所有していた貴重な鎖帷子を贈った。その結果、ティムールはこの贈り物を評価し、バグラト5世を解放して寵臣とした。近年では、1995年のエドゥアルド・シェヴァルドナゼ大統領就任演説で、ダヴィト4世に言及し、ダヴィト4世を他の王たちとともにジョージアの建国者として称えた。またミヘイル・サアカシヴィリ大統領は、ダヴィト4世を自身の模範であると宣言した。2004年1月24日、サアカシヴィリ大統領は就任に先立ち、ゲラティ修道院を訪れ、ジョージア正教会のカトリコス総主教イリア2世から祝福を受けた。そして「900年前にジョージアを統一したダヴィトの墓前で誓いを立てることは象徴的である」と述べ、ゲラティ修道院の前に集まった数千人の国民に向けて「ダヴィト王の墓前で、私たちは皆こう宣言しなければならない。ジョージアは統一され、強固となり、その完全性を取り戻し、ひとつの団結した強い国になるのだ」と語った。
ジョージア各地には、ダヴィト4世の名前を冠した記念碑、建造物、通りがいくつも存在する。彫刻家メラブ・ベルゼニシヴィリは、ダヴィト4世が馬にまたがる雄壮なブロンズ製の騎馬像の記念碑を制作し、1967年にトビリシ市に寄贈した。さらに1991年には、ダヴィト4世の名を冠したダヴィト建設王大学がトビリシに開学した。首都トビリシの市内にはダヴィト建設王通りがある。また、軍事勲章としてダヴィト建設王勲章が制定されている。
ダヴィト4世は東方正教会や西方教会において聖人と見なされている。ただしダヴィト4世が正式に列聖されたことはなく、その聖化は歴史的経緯と民衆信仰の結果であった。ジョージアの国の守護者として挙げられ、東方正教会ではユリウス暦の1月26日（グレゴリオ暦の2月8日）に盛大に祝われる。特にジョージア正教会やギリシャ正教会で典礼が行われる。西方教会では慣例的にグレゴリオ暦の1月24日に記念される。現在も多くの教会がダヴィト4世の名を冠しており、米国ペンシルベニア州で2009年に献堂された聖ダヴィト建設王ジョージア正教会なども挙げられる。